# Lista de asteroides (459001-460000)
Esta é uma lista parcial de asteroides, do asteroide número 459001 até o 460000, inclusive. Veja também o índice com todas as listas disponíveis.

| Objeto Próximos à Terra | Cinturão de asteroides (interno) | Cinturão de asteroides (externo) | Centauro       |
| Cruzador de Marte       | Cinturão de asteroides (meio)    | Troianos de Júpiter              | Transnetuniano |

Veja mais dados de cada asteroide na ligação externa para o Minor Planet Center na última coluna.
Índice: 459001... 459101... 459201... 459301... 459401... 459501... 459601... 459701... 459801... 459901... 

## 459001–459100
| Designação | Designação | Descoberta  | Descoberta    | Descobridor(es)     | Categoria | Mais informações / Referência |
| Permanente | Provisória | Data        | Local         | Descobridor(es)     | Categoria | Mais informações / Referência |
| ---------- | ---------- | ----------- | ------------- | ------------------- | --------- | ----------------------------- |
| 459001     | 2011 WW144 | 10 mar 2005 | Mount Lemmon  | Mount Lemmon Survey | Mitidika  | MPC                           |
| 459002     | 2011 WY144 | 18 jan 2009 | Kitt Peak     | Spacewatch          | —         | MPC                           |
| 459003     | 2011 WH146 | 26 nov 2011 | Kitt Peak     | Spacewatch          | —         | MPC                           |
| 459004     | 2011 WL151 | 22 fev 1998 | Kitt Peak     | Spacewatch          | —         | MPC                           |
| 459005     | 2011 WO152 | 15 dez 2004 | Socorro       | LINEAR              | —         | MPC                           |
| 459006     | 2011 WG153 | 2 mar 2009  | Kitt Peak     | Spacewatch          | —         | MPC                           |
| 459007     | 2011 XB2   | 19 nov 2000 | Socorro       | LINEAR              | —         | MPC                           |
| 459008     | 2011 YQ3   | 3 mai 2009  | Kitt Peak     | Spacewatch          | —         | MPC                           |
| 459009     | 2011 YY3   | 14 nov 2006 | Mount Lemmon  | Mount Lemmon Survey | —         | MPC                           |
| 459010     | 2011 YB8   | 8 nov 2007  | Mount Lemmon  | Mount Lemmon Survey | —         | MPC                           |
| 459011     | 2011 YJ8   | 20 out 2007 | Mount Lemmon  | Mount Lemmon Survey | Mitidika  | MPC                           |
| 459012     | 2011 YJ9   | 1 nov 2011  | Mount Lemmon  | Mount Lemmon Survey | —         | MPC                           |
| 459013     | 2011 YM18  | 30 nov 2011 | Mount Lemmon  | Mount Lemmon Survey | —         | MPC                           |
| 459014     | 2011 YY22  | 20 out 2003 | Kitt Peak     | Spacewatch          | —         | MPC                           |
| 459015     | 2011 YS23  | 25 dez 2011 | Kitt Peak     | Spacewatch          | Erigone   | MPC                           |
| 459016     | 2011 YX24  | 20 nov 2007 | Kitt Peak     | Spacewatch          | —         | MPC                           |
| 459017     | 2011 YY24  | 3 fev 2008  | Catalina      | CSS                 | —         | MPC                           |
| 459018     | 2011 YR25  | 6 jul 2005  | Kitt Peak     | Spacewatch          | —         | MPC                           |
| 459019     | 2011 YU25  | 10 set 2010 | Mount Lemmon  | Mount Lemmon Survey | —         | MPC                           |
| 459020     | 2011 YX25  | 16 jan 2008 | Kitt Peak     | Spacewatch          | Phocaea   | MPC                           |
| 459021     | 2011 YS32  | 13 jan 2008 | Mount Lemmon  | Mount Lemmon Survey | —         | MPC                           |
| 459022     | 2011 YJ33  | 18 mar 2009 | Mount Lemmon  | Mount Lemmon Survey | —         | MPC                           |
| 459023     | 2011 YO34  | 5 nov 2007  | Kitt Peak     | Spacewatch          | —         | MPC                           |
| 459024     | 2011 YC35  | 26 dez 2011 | Kitt Peak     | Spacewatch          | —         | MPC                           |
| 459025     | 2011 YT35  | 11 fev 2008 | Kitt Peak     | Spacewatch          | —         | MPC                           |
| 459026     | 2011 YA41  | 20 jan 2009 | Mount Lemmon  | Mount Lemmon Survey | —         | MPC                           |
| 459027     | 2011 YK43  | 11 jan 2008 | Kitt Peak     | Spacewatch          | —         | MPC                           |
| 459028     | 2011 YM43  | 2 nov 2007  | Kitt Peak     | Spacewatch          | —         | MPC                           |
| 459029     | 2011 YU44  | 18 nov 2003 | Kitt Peak     | Spacewatch          | —         | MPC                           |
| 459030     | 2011 YH46  | 18 jan 2008 | Mount Lemmon  | Mount Lemmon Survey | —         | MPC                           |
| 459031     | 2011 YS46  | 14 nov 1995 | Kitt Peak     | Spacewatch          | —         | MPC                           |
| 459032     | 2011 YS48  | 30 set 2011 | Mount Lemmon  | Mount Lemmon Survey | —         | MPC                           |
| 459033     | 2011 YS53  | 28 jan 2004 | Kitt Peak     | Spacewatch          | —         | MPC                           |
| 459034     | 2011 YV59  | 18 mai 2009 | Mount Lemmon  | Mount Lemmon Survey | —         | MPC                           |
| 459035     | 2011 YD61  | 25 abr 2010 | WISE          | WISE                | —         | MPC                           |
| 459036     | 2011 YS64  | 17 abr 1996 | Kitt Peak     | Spacewatch          | —         | MPC                           |
| 459037     | 2011 YY64  | 12 out 2007 | Mount Lemmon  | Mount Lemmon Survey | —         | MPC                           |
| 459038     | 2011 YF66  | 31 dez 2011 | Kitt Peak     | Spacewatch          | —         | MPC                           |
| 459039     | 2011 YD77  | 8 nov 2007  | Mount Lemmon  | Mount Lemmon Survey | —         | MPC                           |
| 459040     | 2011 YX77  | 26 nov 2011 | Mount Lemmon  | Mount Lemmon Survey | —         | MPC                           |
| 459041     | 2011 YV78  | 8 mar 2005  | Anderson Mesa | LONEOS              | —         | MPC                           |
| 459042     | 2011 YY78  | 19 ago 2006 | Anderson Mesa | LONEOS              | —         | MPC                           |
| 459043     | 2012 AU1   | 20 nov 2007 | Kitt Peak     | Spacewatch          | —         | MPC                           |
| 459044     | 2012 AB9   | 31 dez 2007 | Mount Lemmon  | Mount Lemmon Survey | —         | MPC                           |
| 459045     | 2012 AY9   | 10 mar 2005 | Anderson Mesa | LONEOS              | —         | MPC                           |
| 459046     | 2012 AS10  | 11 jan 2012 | Mount Lemmon  | Mount Lemmon Survey | —         | MPC                           |
| 459047     | 2012 AL13  | 4 dez 2007  | Kitt Peak     | Spacewatch          | Mitidika  | MPC                           |
| 459048     | 2012 AJ14  | 27 jul 2009 | Kitt Peak     | Spacewatch          | —         | MPC                           |
| 459049     | 2012 AW17  | 4 dez 2007  | Kitt Peak     | Spacewatch          | —         | MPC                           |
| 459050     | 2012 AF22  | 13 jan 2008 | Catalina      | CSS                 | —         | MPC                           |
| 459051     | 2012 BF4   | 27 dez 2011 | Kitt Peak     | Spacewatch          | —         | MPC                           |
| 459052     | 2012 BE7   | 12 abr 2005 | Kitt Peak     | Spacewatch          | —         | MPC                           |
| 459053     | 2012 BR8   | 3 fev 2009  | Mount Lemmon  | Mount Lemmon Survey | —         | MPC                           |
| 459054     | 2012 BS8   | 18 jan 2012 | Catalina      | CSS                 | —         | MPC                           |
| 459055     | 2012 BB12  | 18 dez 2007 | Mount Lemmon  | Mount Lemmon Survey | —         | MPC                           |
| 459056     | 2012 BD16  | 16 set 2010 | Mount Lemmon  | Mount Lemmon Survey | —         | MPC                           |
| 459057     | 2012 BL17  | 19 jan 2012 | Kitt Peak     | Spacewatch          | —         | MPC                           |
| 459058     | 2012 BW17  | 16 dez 2007 | Catalina      | CSS                 | —         | MPC                           |
| 459059     | 2012 BL18  | 10 set 2010 | Mount Lemmon  | Mount Lemmon Survey | Phocaea   | MPC                           |
| 459060     | 2012 BO18  | 18 dez 2007 | Mount Lemmon  | Mount Lemmon Survey | —         | MPC                           |
| 459061     | 2012 BP20  | 30 dez 2007 | Kitt Peak     | Spacewatch          | —         | MPC                           |
| 459062     | 2012 BU21  | 18 jan 2008 | Mount Lemmon  | Mount Lemmon Survey | Phocaea   | MPC                           |
| 459063     | 2012 BB22  | 17 dez 2003 | Kitt Peak     | Spacewatch          | —         | MPC                           |
| 459064     | 2012 BA24  | 17 dez 2007 | Mount Lemmon  | Mount Lemmon Survey | —         | MPC                           |
| 459065     | 2012 BS24  | 4 jan 2012  | Mount Lemmon  | Mount Lemmon Survey | —         | MPC                           |
| 459066     | 2012 BG27  | 24 nov 2003 | Socorro       | LINEAR              | —         | MPC                           |
| 459067     | 2012 BT27  | 19 jan 2012 | Kitt Peak     | Spacewatch          | —         | MPC                           |
| 459068     | 2012 BM29  | 28 nov 2011 | Mount Lemmon  | Mount Lemmon Survey | —         | MPC                           |
| 459069     | 2012 BB30  | 22 nov 2006 | Catalina      | CSS                 | —         | MPC                           |
| 459070     | 2012 BO32  | 16 dez 2007 | Mount Lemmon  | Mount Lemmon Survey | —         | MPC                           |
| 459071     | 2012 BZ35  | 26 nov 2003 | Kitt Peak     | Spacewatch          | —         | MPC                           |
| 459072     | 2012 BQ36  | 20 jan 2008 | Kitt Peak     | Spacewatch          | —         | MPC                           |
| 459073     | 2012 BH41  | 7 fev 2008  | Kitt Peak     | Spacewatch          | —         | MPC                           |
| 459074     | 2012 BN47  | 11 abr 2008 | Kitt Peak     | Spacewatch          | Eos       | MPC                           |
| 459075     | 2012 BJ50  | 27 dez 2011 | Mount Lemmon  | Mount Lemmon Survey | —         | MPC                           |
| 459076     | 2012 BS51  | 9 fev 2008  | Kitt Peak     | Spacewatch          | —         | MPC                           |
| 459077     | 2012 BB52  | 27 dez 2011 | Mount Lemmon  | Mount Lemmon Survey | —         | MPC                           |
| 459078     | 2012 BW52  | 21 jan 2012 | Kitt Peak     | Spacewatch          | —         | MPC                           |
| 459079     | 2012 BQ53  | 13 jun 2004 | Kitt Peak     | Spacewatch          | —         | MPC                           |
| 459080     | 2012 BH54  | 1 nov 2010  | Mount Lemmon  | Mount Lemmon Survey | —         | MPC                           |
| 459081     | 2012 BO55  | 28 fev 2008 | Kitt Peak     | Spacewatch          | —         | MPC                           |
| 459082     | 2012 BQ57  | 31 dez 2007 | Mount Lemmon  | Mount Lemmon Survey | —         | MPC                           |
| 459083     | 2012 BZ57  | 2 mar 2008  | Mount Lemmon  | Mount Lemmon Survey | —         | MPC                           |
| 459084     | 2012 BY62  | 3 set 2010  | Mount Lemmon  | Mount Lemmon Survey | —         | MPC                           |
| 459085     | 2012 BU63  | 3 mar 2005  | Catalina      | CSS                 | —         | MPC                           |
| 459086     | 2012 BJ69  | 21 jan 2012 | Kitt Peak     | Spacewatch          | —         | MPC                           |
| 459087     | 2012 BB71  | 4 dez 2007  | Mount Lemmon  | Mount Lemmon Survey | —         | MPC                           |
| 459088     | 2012 BK74  | 13 dez 2007 | Socorro       | LINEAR              | —         | MPC                           |
| 459089     | 2012 BL81  | 3 jan 2012  | Kitt Peak     | Spacewatch          | —         | MPC                           |
| 459090     | 2012 BP82  | 3 set 2010  | Mount Lemmon  | Mount Lemmon Survey | —         | MPC                           |
| 459091     | 2012 BX83  | 28 abr 2009 | Kitt Peak     | Spacewatch          | —         | MPC                           |
| 459092     | 2012 BC85  | 28 ago 2006 | Kitt Peak     | Spacewatch          | —         | MPC                           |
| 459093     | 2012 BM88  | 26 set 2006 | Kitt Peak     | Spacewatch          | —         | MPC                           |
| 459094     | 2012 BO88  | 20 dez 2007 | Mount Lemmon  | Mount Lemmon Survey | —         | MPC                           |
| 459095     | 2012 BR88  | 11 nov 2007 | Mount Lemmon  | Mount Lemmon Survey | —         | MPC                           |
| 459096     | 2012 BA89  | 10 jan 2008 | Mount Lemmon  | Mount Lemmon Survey | —         | MPC                           |
| 459097     | 2012 BJ89  | 26 jan 2012 | Kitt Peak     | Spacewatch          | —         | MPC                           |
| 459098     | 2012 BE93  | 27 fev 2008 | Mount Lemmon  | Mount Lemmon Survey | —         | MPC                           |
| 459099     | 2012 BR98  | 3 set 2010  | Mount Lemmon  | Mount Lemmon Survey | —         | MPC                           |
| 459100     | 2012 BP100 | 11 fev 2008 | Mount Lemmon  | Mount Lemmon Survey | —         | MPC                           |

## 459101–459200
| Designação | Designação | Descoberta  | Descoberta   | Descobridor(es)     | Categoria | Mais informações / Referência |
| Permanente | Provisória | Data        | Local        | Descobridor(es)     | Categoria | Mais informações / Referência |
| ---------- | ---------- | ----------- | ------------ | ------------------- | --------- | ----------------------------- |
| 459101     | 2012 BU100 | 20 dez 2004 | Mount Lemmon | Mount Lemmon Survey | —         | MPC                           |
| 459102     | 2012 BS104 | 10 mar 2005 | Kitt Peak    | Spacewatch          | —         | MPC                           |
| 459103     | 2012 BX104 | 11 mar 2008 | Mount Lemmon | Mount Lemmon Survey | —         | MPC                           |
| 459104     | 2012 BO105 | 19 dez 2007 | Mount Lemmon | Mount Lemmon Survey | —         | MPC                           |
| 459105     | 2012 BM107 | 23 nov 2006 | Mount Lemmon | Mount Lemmon Survey | —         | MPC                           |
| 459106     | 2012 BF108 | 2 fev 2008  | Kitt Peak    | Spacewatch          | —         | MPC                           |
| 459107     | 2012 BW108 | 10 jan 2008 | Kitt Peak    | Spacewatch          | —         | MPC                           |
| 459108     | 2012 BB112 | 27 jan 2012 | Kitt Peak    | Spacewatch          | Meliboea  | MPC                           |
| 459109     | 2012 BS116 | 28 set 1994 | Kitt Peak    | Spacewatch          | —         | MPC                           |
| 459110     | 2012 BY116 | 12 fev 2004 | Kitt Peak    | Spacewatch          | —         | MPC                           |
| 459111     | 2012 BS117 | 28 nov 2011 | Mount Lemmon | Mount Lemmon Survey | —         | MPC                           |
| 459112     | 2012 BW117 | 28 mar 2004 | Kitt Peak    | Spacewatch          | —         | MPC                           |
| 459113     | 2012 BU121 | 31 jan 2008 | Kitt Peak    | Spacewatch          | —         | MPC                           |
| 459114     | 2012 BG125 | 5 jul 2005  | Kitt Peak    | Spacewatch          | —         | MPC                           |
| 459115     | 2012 BX125 | 29 jan 2012 | Kitt Peak    | Spacewatch          | —         | MPC                           |
| 459116     | 2012 BJ127 | 4 mar 2008  | Kitt Peak    | Spacewatch          | —         | MPC                           |
| 459117     | 2012 BK127 | 30 dez 2011 | Catalina     | CSS                 | —         | MPC                           |
| 459118     | 2012 BE129 | 4 out 2005  | Catalina     | CSS                 | —         | MPC                           |
| 459119     | 2012 BJ134 | 19 jan 2012 | Mount Lemmon | Mount Lemmon Survey | —         | MPC                           |
| 459120     | 2012 BV134 | 28 set 2006 | Kitt Peak    | Spacewatch          | —         | MPC                           |
| 459121     | 2012 BW138 | 20 out 2006 | Mount Lemmon | Mount Lemmon Survey | —         | MPC                           |
| 459122     | 2012 BV141 | 14 jan 2012 | Kitt Peak    | Spacewatch          | —         | MPC                           |
| 459123     | 2012 BF142 | 4 mar 2005  | Catalina     | CSS                 | —         | MPC                           |
| 459124     | 2012 BQ147 | 27 dez 2011 | Mount Lemmon | Mount Lemmon Survey | —         | MPC                           |
| 459125     | 2012 BR150 | 31 jan 2012 | Catalina     | CSS                 | —         | MPC                           |
| 459126     | 2012 BL152 | 4 mai 2005  | Kitt Peak    | Spacewatch          | —         | MPC                           |
| 459127     | 2012 CP    | 1 fev 2012  | Mount Lemmon | Mount Lemmon Survey | —         | MPC                           |
| 459128     | 2012 CR1   | 15 mar 2004 | Kitt Peak    | Spacewatch          | —         | MPC                           |
| 459129     | 2012 CE2   | 18 jan 2012 | Kitt Peak    | Spacewatch          | —         | MPC                           |
| 459130     | 2012 CY2   | 19 jan 2012 | Kitt Peak    | Spacewatch          | Brangane  | MPC                           |
| 459131     | 2012 CC10  | 28 dez 2011 | Mount Lemmon | Mount Lemmon Survey | —         | MPC                           |
| 459132     | 2012 CV10  | 19 jan 2012 | Kitt Peak    | Spacewatch          | —         | MPC                           |
| 459133     | 2012 CH11  | 1 nov 2006  | Catalina     | CSS                 | —         | MPC                           |
| 459134     | 2012 CV12  | 16 abr 2004 | Kitt Peak    | Spacewatch          | —         | MPC                           |
| 459135     | 2012 CX12  | 21 jan 2012 | Kitt Peak    | Spacewatch          | —         | MPC                           |
| 459136     | 2012 CO13  | 2 fev 2008  | Kitt Peak    | Spacewatch          | —         | MPC                           |
| 459137     | 2012 CW16  | 3 out 2006  | Mount Lemmon | Mount Lemmon Survey | —         | MPC                           |
| 459138     | 2012 CP17  | 8 abr 2008  | Kitt Peak    | Spacewatch          | —         | MPC                           |
| 459139     | 2012 CK18  | 7 mar 2008  | Mount Lemmon | Mount Lemmon Survey | —         | MPC                           |
| 459140     | 2012 CH23  | 27 dez 2011 | Mount Lemmon | Mount Lemmon Survey | —         | MPC                           |
| 459141     | 2012 CU25  | 18 jan 2012 | Kitt Peak    | Spacewatch          | —         | MPC                           |
| 459142     | 2012 CY26  | 11 jan 2008 | Kitt Peak    | Spacewatch          | —         | MPC                           |
| 459143     | 2012 CF33  | 1 jan 2012  | Mount Lemmon | Mount Lemmon Survey | —         | MPC                           |
| 459144     | 2012 CU36  | 24 mar 2009 | Kitt Peak    | Spacewatch          | —         | MPC                           |
| 459145     | 2012 CO37  | 2 mar 2008  | Kitt Peak    | Spacewatch          | —         | MPC                           |
| 459146     | 2012 CH38  | 11 abr 2008 | Mount Lemmon | Mount Lemmon Survey | —         | MPC                           |
| 459147     | 2012 CA47  | 19 jan 2012 | Kitt Peak    | Spacewatch          | —         | MPC                           |
| 459148     | 2012 CE47  | 13 fev 2012 | Kitt Peak    | Spacewatch          | —         | MPC                           |
| 459149     | 2012 CV47  | 30 mar 2008 | Catalina     | CSS                 | —         | MPC                           |
| 459150     | 2012 CN49  | 21 out 1995 | Kitt Peak    | Spacewatch          | —         | MPC                           |
| 459151     | 2012 CT50  | 7 fev 2008  | Kitt Peak    | Spacewatch          | —         | MPC                           |
| 459152     | 2012 CZ50  | 5 abr 2008  | Mount Lemmon | Mount Lemmon Survey | —         | MPC                           |
| 459153     | 2012 CW51  | 8 fev 2008  | Mount Lemmon | Mount Lemmon Survey | —         | MPC                           |
| 459154     | 2012 CT52  | 2 fev 2012  | Kitt Peak    | Spacewatch          | —         | MPC                           |
| 459155     | 2012 CF54  | 7 fev 2008  | Mount Lemmon | Mount Lemmon Survey | —         | MPC                           |
| 459156     | 2012 CY54  | 5 jul 2005  | Kitt Peak    | Spacewatch          | —         | MPC                           |
| 459157     | 2012 DX5   | 21 jan 2012 | Kitt Peak    | Spacewatch          | —         | MPC                           |
| 459158     | 2012 DL6   | 10 fev 2008 | Kitt Peak    | Spacewatch          | Meliboea  | MPC                           |
| 459159     | 2012 DT7   | 2 fev 2008  | Kitt Peak    | Spacewatch          | —         | MPC                           |
| 459160     | 2012 DN9   | 8 fev 2008  | Kitt Peak    | Spacewatch          | —         | MPC                           |
| 459161     | 2012 DS10  | 18 set 2006 | Kitt Peak    | Spacewatch          | —         | MPC                           |
| 459162     | 2012 DY11  | 19 fev 2012 | Kitt Peak    | Spacewatch          | —         | MPC                           |
| 459163     | 2012 DA12  | 30 jan 2012 | Kitt Peak    | Spacewatch          | —         | MPC                           |
| 459164     | 2012 DB15  | 10 jan 2008 | Mount Lemmon | Mount Lemmon Survey | —         | MPC                           |
| 459165     | 2012 DN16  | 21 fev 2007 | Kitt Peak    | Spacewatch          | —         | MPC                           |
| 459166     | 2012 DQ17  | 5 abr 2008  | Kitt Peak    | Spacewatch          | —         | MPC                           |
| 459167     | 2012 DA22  | 30 mar 2008 | Catalina     | CSS                 | —         | MPC                           |
| 459168     | 2012 DU22  | 3 nov 2010  | Mount Lemmon | Mount Lemmon Survey | —         | MPC                           |
| 459169     | 2012 DA23  | 6 out 2005  | Kitt Peak    | Spacewatch          | —         | MPC                           |
| 459170     | 2012 DF23  | 19 jan 2012 | Mount Lemmon | Mount Lemmon Survey | —         | MPC                           |
| 459171     | 2012 DH23  | 3 mai 2008  | Mount Lemmon | Mount Lemmon Survey | —         | MPC                           |
| 459172     | 2012 DV24  | 21 fev 2012 | Kitt Peak    | Spacewatch          | —         | MPC                           |
| 459173     | 2012 DB25  | 25 mar 2007 | Mount Lemmon | Mount Lemmon Survey | —         | MPC                           |
| 459174     | 2012 DJ25  | 21 fev 2012 | Kitt Peak    | Spacewatch          | —         | MPC                           |
| 459175     | 2012 DQ26  | 16 abr 2008 | Mount Lemmon | Mount Lemmon Survey | —         | MPC                           |
| 459176     | 2012 DS27  | 27 abr 2008 | Mount Lemmon | Mount Lemmon Survey | —         | MPC                           |
| 459177     | 2012 DX28  | 22 fev 2012 | Kitt Peak    | Spacewatch          | —         | MPC                           |
| 459178     | 2012 DV33  | 30 set 2006 | Mount Lemmon | Mount Lemmon Survey | —         | MPC                           |
| 459179     | 2012 DY34  | 19 nov 2006 | Kitt Peak    | Spacewatch          | —         | MPC                           |
| 459180     | 2012 DP35  | 31 mar 2008 | Mount Lemmon | Mount Lemmon Survey | —         | MPC                           |
| 459181     | 2012 DK36  | 31 mar 2008 | Kitt Peak    | Spacewatch          | —         | MPC                           |
| 459182     | 2012 DM39  | 1 nov 2010  | Mount Lemmon | Mount Lemmon Survey | —         | MPC                           |
| 459183     | 2012 DS39  | 5 jan 2011  | Catalina     | CSS                 | —         | MPC                           |
| 459184     | 2012 DC40  | 12 mar 2008 | Kitt Peak    | Spacewatch          | —         | MPC                           |
| 459185     | 2012 DG44  | 18 set 2010 | Mount Lemmon | Mount Lemmon Survey | —         | MPC                           |
| 459186     | 2012 DC45  | 24 dez 2006 | Mount Lemmon | Mount Lemmon Survey | —         | MPC                           |
| 459187     | 2012 DD46  | 4 mai 2008  | Kitt Peak    | Spacewatch          | Phocaea   | MPC                           |
| 459188     | 2012 DM46  | 26 fev 2012 | Mount Lemmon | Mount Lemmon Survey | —         | MPC                           |
| 459189     | 2012 DU46  | 2 jul 2010  | WISE         | WISE                | —         | MPC                           |
| 459190     | 2012 DJ47  | 17 ago 1998 | Socorro      | LINEAR              | —         | MPC                           |
| 459191     | 2012 DQ47  | 2 fev 2008  | Mount Lemmon | Mount Lemmon Survey | —         | MPC                           |
| 459192     | 2012 DG48  | 31 dez 2007 | Mount Lemmon | Mount Lemmon Survey | —         | MPC                           |
| 459193     | 2012 DL48  | 3 nov 2010  | Mount Lemmon | Mount Lemmon Survey | —         | MPC                           |
| 459194     | 2012 DY48  | 1 fev 2012  | Kitt Peak    | Spacewatch          | —         | MPC                           |
| 459195     | 2012 DT53  | 22 fev 2012 | Kitt Peak    | Spacewatch          | —         | MPC                           |
| 459196     | 2012 DX54  | 27 dez 2011 | Mount Lemmon | Mount Lemmon Survey | —         | MPC                           |
| 459197     | 2012 DZ56  | 25 fev 2012 | Mount Lemmon | Mount Lemmon Survey | —         | MPC                           |
| 459198     | 2012 DD58  | 3 nov 2010  | Kitt Peak    | Spacewatch          | —         | MPC                           |
| 459199     | 2012 DH60  | 21 fev 2012 | Kitt Peak    | Spacewatch          | —         | MPC                           |
| 459200     | 2012 DK61  | 23 fev 2012 | Kitt Peak    | Spacewatch          | —         | MPC                           |

## 459201–459300
| Designação | Designação | Descoberta  | Descoberta    | Descobridor(es)     | Categoria | Mais informações / Referência |
| Permanente | Provisória | Data        | Local         | Descobridor(es)     | Categoria | Mais informações / Referência |
| ---------- | ---------- | ----------- | ------------- | ------------------- | --------- | ----------------------------- |
| 459201     | 2012 DX62  | 30 jan 2012 | Kitt Peak     | Spacewatch          | —         | MPC                           |
| 459202     | 2012 DL67  | 24 fev 2012 | Kitt Peak     | Spacewatch          | —         | MPC                           |
| 459203     | 2012 DB72  | 13 out 2010 | Mount Lemmon  | Mount Lemmon Survey | —         | MPC                           |
| 459204     | 2012 DV72  | 26 set 2006 | Kitt Peak     | Spacewatch          | —         | MPC                           |
| 459205     | 2012 DZ73  | 31 dez 2007 | Kitt Peak     | Spacewatch          | —         | MPC                           |
| 459206     | 2012 DH74  | 27 fev 2012 | Kitt Peak     | Spacewatch          | —         | MPC                           |
| 459207     | 2012 DP77  | 1 jan 2008  | Kitt Peak     | Spacewatch          | —         | MPC                           |
| 459208     | 2012 DT78  | 2 fev 2008  | Mount Lemmon  | Mount Lemmon Survey | —         | MPC                           |
| 459209     | 2012 DP80  | 9 mai 2004  | Kitt Peak     | Spacewatch          | —         | MPC                           |
| 459210     | 2012 DU80  | 11 mar 2008 | Mount Lemmon  | Mount Lemmon Survey | —         | MPC                           |
| 459211     | 2012 DD81  | 7 fev 2008  | Kitt Peak     | Spacewatch          | —         | MPC                           |
| 459212     | 2012 DN81  | 27 dez 2011 | Mount Lemmon  | Mount Lemmon Survey | —         | MPC                           |
| 459213     | 2012 DQ82  | 29 set 2005 | Kitt Peak     | Spacewatch          | —         | MPC                           |
| 459214     | 2012 DS82  | 16 mar 2007 | Kitt Peak     | Spacewatch          | —         | MPC                           |
| 459215     | 2012 DE83  | 23 fev 2012 | Mount Lemmon  | Mount Lemmon Survey | —         | MPC                           |
| 459216     | 2012 DH87  | 30 set 2005 | Catalina      | CSS                 | —         | MPC                           |
| 459217     | 2012 DN87  | 8 mar 2008  | Kitt Peak     | Spacewatch          | Phocaea   | MPC                           |
| 459218     | 2012 DZ87  | 21 fev 2012 | Mount Lemmon  | Mount Lemmon Survey | —         | MPC                           |
| 459219     | 2012 DJ88  | 26 abr 2003 | Kitt Peak     | Spacewatch          | —         | MPC                           |
| 459220     | 2012 DC90  | 7 mar 2008  | Catalina      | CSS                 | —         | MPC                           |
| 459221     | 2012 DW90  | 7 fev 2008  | Kitt Peak     | Spacewatch          | —         | MPC                           |
| 459222     | 2012 DF92  | 11 mar 2008 | Kitt Peak     | Spacewatch          | —         | MPC                           |
| 459223     | 2012 DA96  | 23 fev 2012 | Mount Lemmon  | Mount Lemmon Survey | —         | MPC                           |
| 459224     | 2012 DS96  | 30 jun 2005 | Kitt Peak     | Spacewatch          | —         | MPC                           |
| 459225     | 2012 DO97  | 18 fev 2012 | Catalina      | CSS                 | Phocaea   | MPC                           |
| 459226     | 2012 EB1   | 30 abr 2008 | Kitt Peak     | Spacewatch          | —         | MPC                           |
| 459227     | 2012 EH4   | 21 fev 2012 | Mount Lemmon  | Mount Lemmon Survey | —         | MPC                           |
| 459228     | 2012 EP4   | 4 abr 2008  | Mount Lemmon  | Mount Lemmon Survey | —         | MPC                           |
| 459229     | 2012 EA5   | 5 jul 2005  | Siding Spring | SSS                 | —         | MPC                           |
| 459230     | 2012 ER6   | 4 set 2010  | Kitt Peak     | Spacewatch          | —         | MPC                           |
| 459231     | 2012 EN8   | 10 fev 2008 | Kitt Peak     | Spacewatch          | —         | MPC                           |
| 459232     | 2012 EH12  | 22 nov 2006 | Kitt Peak     | Spacewatch          | —         | MPC                           |
| 459233     | 2012 EB13  | 15 mar 2012 | Mount Lemmon  | Mount Lemmon Survey | —         | MPC                           |
| 459234     | 2012 EV15  | 10 mar 2008 | Kitt Peak     | Spacewatch          | —         | MPC                           |
| 459235     | 2012 ER16  | 12 out 2010 | Kitt Peak     | Spacewatch          | —         | MPC                           |
| 459236     | 2012 FH1   | 15 dez 2006 | Kitt Peak     | Spacewatch          | —         | MPC                           |
| 459237     | 2012 FC7   | 19 abr 2004 | Kitt Peak     | Spacewatch          | —         | MPC                           |
| 459238     | 2012 FH11  | 29 dez 2005 | Kitt Peak     | Spacewatch          | —         | MPC                           |
| 459239     | 2012 FD15  | 3 out 2005  | Kitt Peak     | Spacewatch          | Phocaea   | MPC                           |
| 459240     | 2012 FL15  | 15 ago 2009 | Kitt Peak     | Spacewatch          | —         | MPC                           |
| 459241     | 2012 FN15  | 13 jan 2008 | Kitt Peak     | Spacewatch          | —         | MPC                           |
| 459242     | 2012 FZ19  | 24 fev 2012 | Kitt Peak     | Spacewatch          | —         | MPC                           |
| 459243     | 2012 FZ20  | 1 nov 2006  | Kitt Peak     | Spacewatch          | —         | MPC                           |
| 459244     | 2012 FB21  | 30 nov 2005 | Mount Lemmon  | Mount Lemmon Survey | —         | MPC                           |
| 459245     | 2012 FL22  | 25 fev 2012 | Kitt Peak     | Spacewatch          | —         | MPC                           |
| 459246     | 2012 FJ25  | 22 fev 2012 | Kitt Peak     | Spacewatch          | —         | MPC                           |
| 459247     | 2012 FV25  | 1 abr 2008  | Kitt Peak     | Spacewatch          | —         | MPC                           |
| 459248     | 2012 FD28  | 17 jan 2007 | Kitt Peak     | Spacewatch          | —         | MPC                           |
| 459249     | 2012 FY31  | 5 mai 2008  | Kitt Peak     | Spacewatch          | Phocaea   | MPC                           |
| 459250     | 2012 FL34  | 26 fev 2012 | Kitt Peak     | Spacewatch          | —         | MPC                           |
| 459251     | 2012 FA35  | 31 mar 2003 | Kitt Peak     | Spacewatch          | —         | MPC                           |
| 459252     | 2012 FP36  | 11 jan 1994 | Kitt Peak     | Spacewatch          | —         | MPC                           |
| 459253     | 2012 FG39  | 8 out 2010  | Kitt Peak     | Spacewatch          | —         | MPC                           |
| 459254     | 2012 FV43  | 30 dez 2005 | Mount Lemmon  | Mount Lemmon Survey | —         | MPC                           |
| 459255     | 2012 FL44  | 6 nov 2005  | Mount Lemmon  | Mount Lemmon Survey | —         | MPC                           |
| 459256     | 2012 FZ46  | 5 mar 2008  | Kitt Peak     | Spacewatch          | —         | MPC                           |
| 459257     | 2012 FJ48  | 13 mar 2012 | Mount Lemmon  | Mount Lemmon Survey | —         | MPC                           |
| 459258     | 2012 FV48  | 7 abr 2003  | Kitt Peak     | Spacewatch          | —         | MPC                           |
| 459259     | 2012 FJ49  | 29 mar 2007 | Kitt Peak     | Spacewatch          | —         | MPC                           |
| 459260     | 2012 FW52  | 16 mar 2012 | Kitt Peak     | Spacewatch          | —         | MPC                           |
| 459261     | 2012 FF54  | 9 out 2004  | Kitt Peak     | Spacewatch          | —         | MPC                           |
| 459262     | 2012 FZ54  | 19 set 2009 | Mount Lemmon  | Mount Lemmon Survey | —         | MPC                           |
| 459263     | 2012 FB55  | 16 mar 2012 | Kitt Peak     | Spacewatch          | —         | MPC                           |
| 459264     | 2012 FM56  | 3 mai 2008  | Mount Lemmon  | Mount Lemmon Survey | —         | MPC                           |
| 459265     | 2012 FX56  | 12 mar 2012 | Kitt Peak     | Spacewatch          | —         | MPC                           |
| 459266     | 2012 FT60  | 31 out 2005 | Mount Lemmon  | Mount Lemmon Survey | —         | MPC                           |
| 459267     | 2012 FM61  | 28 out 2005 | Mount Lemmon  | Mount Lemmon Survey | —         | MPC                           |
| 459268     | 2012 FU61  | 25 abr 2007 | Kitt Peak     | Spacewatch          | —         | MPC                           |
| 459269     | 2012 FR64  | 28 fev 2008 | Kitt Peak     | Spacewatch          | —         | MPC                           |
| 459270     | 2012 FB67  | 15 dez 2006 | Kitt Peak     | Spacewatch          | —         | MPC                           |
| 459271     | 2012 FL67  | 9 jan 2007  | Kitt Peak     | Spacewatch          | —         | MPC                           |
| 459272     | 2012 FF69  | 28 abr 2003 | Kitt Peak     | Spacewatch          | —         | MPC                           |
| 459273     | 2012 FU72  | 30 jan 2012 | Mount Lemmon  | Mount Lemmon Survey | —         | MPC                           |
| 459274     | 2012 FG73  | 20 set 2009 | Mount Lemmon  | Mount Lemmon Survey | —         | MPC                           |
| 459275     | 2012 FV74  | 1 mar 2012  | Mount Lemmon  | Mount Lemmon Survey | Phocaea   | MPC                           |
| 459276     | 2012 FM75  | 25 fev 2012 | Catalina      | CSS                 | —         | MPC                           |
| 459277     | 2012 FE77  | 11 abr 2008 | Kitt Peak     | Spacewatch          | —         | MPC                           |
| 459278     | 2012 FG78  | 16 nov 2006 | Kitt Peak     | Spacewatch          | —         | MPC                           |
| 459279     | 2012 FH78  | 24 fev 2012 | Mount Lemmon  | Mount Lemmon Survey | —         | MPC                           |
| 459280     | 2012 FM82  | 7 abr 2003  | Kitt Peak     | Spacewatch          | —         | MPC                           |
| 459281     | 2012 GB    | 30 dez 2011 | Mount Lemmon  | Mount Lemmon Survey | —         | MPC                           |
| 459282     | 2012 GU2   | 31 mar 2012 | Mount Lemmon  | Mount Lemmon Survey | —         | MPC                           |
| 459283     | 2012 GB3   | 24 dez 2006 | Kitt Peak     | Spacewatch          | —         | MPC                           |
| 459284     | 2012 GR3   | 27 mar 2012 | Kitt Peak     | Spacewatch          | —         | MPC                           |
| 459285     | 2012 GX4   | 14 mar 2012 | Kitt Peak     | Spacewatch          | —         | MPC                           |
| 459286     | 2012 GY4   | 30 jan 2012 | Mount Lemmon  | Mount Lemmon Survey | —         | MPC                           |
| 459287     | 2012 GX6   | 1 abr 2012  | Mount Lemmon  | Mount Lemmon Survey | —         | MPC                           |
| 459288     | 2012 GK7   | 15 mar 2012 | Kitt Peak     | Spacewatch          | —         | MPC                           |
| 459289     | 2012 GC8   | 2 jan 2012  | Mount Lemmon  | Mount Lemmon Survey | —         | MPC                           |
| 459290     | 2012 GQ12  | 13 dez 2010 | Mount Lemmon  | Mount Lemmon Survey | —         | MPC                           |
| 459291     | 2012 GT12  | 25 dez 2005 | Kitt Peak     | Spacewatch          | —         | MPC                           |
| 459292     | 2012 GA13  | 14 abr 2007 | Kitt Peak     | Spacewatch          | Eos       | MPC                           |
| 459293     | 2012 GQ13  | 27 mai 2003 | Kitt Peak     | Spacewatch          | —         | MPC                           |
| 459294     | 2012 GL14  | 4 mar 2012  | Mount Lemmon  | Mount Lemmon Survey | —         | MPC                           |
| 459295     | 2012 GP16  | 25 set 2009 | Mount Lemmon  | Mount Lemmon Survey | —         | MPC                           |
| 459296     | 2012 GA17  | 1 dez 2010  | Mount Lemmon  | Mount Lemmon Survey | —         | MPC                           |
| 459297     | 2012 GE17  | 10 abr 2003 | Kitt Peak     | Spacewatch          | —         | MPC                           |
| 459298     | 2012 GZ19  | 7 out 1996  | Kitt Peak     | Spacewatch          | —         | MPC                           |
| 459299     | 2012 GE21  | 18 nov 2006 | Mount Lemmon  | Mount Lemmon Survey | —         | MPC                           |
| 459300     | 2012 GS22  | 8 jan 2011  | Mount Lemmon  | Mount Lemmon Survey | —         | MPC                           |

## 459301–459400
| Designação | Designação | Descoberta  | Descoberta       | Descobridor(es)     | Categoria | Mais informações / Referência |
| Permanente | Provisória | Data        | Local            | Descobridor(es)     | Categoria | Mais informações / Referência |
| ---------- | ---------- | ----------- | ---------------- | ------------------- | --------- | ----------------------------- |
| 459301     | 2012 GN24  | 10 fev 2007 | Catalina         | CSS                 | —         | MPC                           |
| 459302     | 2012 GP25  | 30 set 2005 | Mount Lemmon     | Mount Lemmon Survey | —         | MPC                           |
| 459303     | 2012 GS25  | 24 fev 2012 | Mount Lemmon     | Mount Lemmon Survey | —         | MPC                           |
| 459304     | 2012 GC26  | 4 mar 2012  | Mount Lemmon     | Mount Lemmon Survey | —         | MPC                           |
| 459305     | 2012 GT27  | 27 mar 2012 | Mount Lemmon     | Mount Lemmon Survey | —         | MPC                           |
| 459306     | 2012 GY27  | 28 mar 2012 | Mount Lemmon     | Mount Lemmon Survey | —         | MPC                           |
| 459307     | 2012 GZ27  | 31 mar 2008 | Mount Lemmon     | Mount Lemmon Survey | —         | MPC                           |
| 459308     | 2012 GN29  | 11 abr 2012 | Mount Lemmon     | Mount Lemmon Survey | —         | MPC                           |
| 459309     | 2012 GS29  | 19 nov 2009 | Mount Lemmon     | Mount Lemmon Survey | Brangane  | MPC                           |
| 459310     | 2012 GZ32  | 22 jan 2006 | Mount Lemmon     | Mount Lemmon Survey | —         | MPC                           |
| 459311     | 2012 GF33  | 29 set 2008 | Mount Lemmon     | Mount Lemmon Survey | —         | MPC                           |
| 459312     | 2012 GY33  | 28 ago 2005 | Kitt Peak        | Spacewatch          | Phocaea   | MPC                           |
| 459313     | 2012 GM37  | 30 mar 2012 | Kitt Peak        | Spacewatch          | —         | MPC                           |
| 459314     | 2012 GC39  | 28 jan 2011 | Mount Lemmon     | Mount Lemmon Survey | —         | MPC                           |
| 459315     | 2012 GA40  | 24 out 2009 | Mount Lemmon     | Mount Lemmon Survey | —         | MPC                           |
| 459316     | 2012 HS1   | 30 mar 2012 | Mount Lemmon     | Mount Lemmon Survey | —         | MPC                           |
| 459317     | 2012 HT1   | 15 mar 2012 | Catalina         | CSS                 | —         | MPC                           |
| 459318     | 2012 HU3   | 16 abr 2012 | Catalina         | CSS                 | —         | MPC                           |
| 459319     | 2012 HV5   | 9 dez 1999  | Kitt Peak        | Spacewatch          | —         | MPC                           |
| 459320     | 2012 HL6   | 1 mar 2010  | WISE             | WISE                | —         | MPC                           |
| 459321     | 2012 HX8   | 18 abr 2012 | Kitt Peak        | Spacewatch          | —         | MPC                           |
| 459322     | 2012 HB9   | 7 jan 2010  | Mount Lemmon     | Mount Lemmon Survey | —         | MPC                           |
| 459323     | 2012 HF10  | 22 jul 1995 | Kitt Peak        | Spacewatch          | Phocaea   | MPC                           |
| 459324     | 2012 HY11  | 14 jun 2004 | Kitt Peak        | Spacewatch          | —         | MPC                           |
| 459325     | 2012 HM17  | 20 nov 2009 | Mount Lemmon     | Mount Lemmon Survey | —         | MPC                           |
| 459326     | 2012 HX18  | 2 abr 2006  | Anderson Mesa    | LONEOS              | —         | MPC                           |
| 459327     | 2012 HK19  | 22 abr 2012 | Mount Lemmon     | Mount Lemmon Survey | —         | MPC                           |
| 459328     | 2012 HX19  | 10 nov 2009 | Kitt Peak        | Spacewatch          | —         | MPC                           |
| 459329     | 2012 HE20  | 26 dez 2011 | Mount Lemmon     | Mount Lemmon Survey | —         | MPC                           |
| 459330     | 2012 HY22  | 18 fev 2007 | Anderson Mesa    | LONEOS              | —         | MPC                           |
| 459331     | 2012 HR23  | 30 mar 2012 | Kitt Peak        | Spacewatch          | —         | MPC                           |
| 459332     | 2012 HT23  | 27 dez 2006 | Mount Lemmon     | Mount Lemmon Survey | —         | MPC                           |
| 459333     | 2012 HZ27  | 11 dez 2009 | Mount Lemmon     | Mount Lemmon Survey | —         | MPC                           |
| 459334     | 2012 HO38  | 17 set 2010 | Mount Lemmon     | Mount Lemmon Survey | —         | MPC                           |
| 459335     | 2012 HC39  | 26 nov 2011 | Mount Lemmon     | Mount Lemmon Survey | —         | MPC                           |
| 459336     | 2012 HF39  | 13 abr 2012 | Siding Spring    | SSS                 | —         | MPC                           |
| 459337     | 2012 HO39  | 14 jan 2011 | Mount Lemmon     | Mount Lemmon Survey | —         | MPC                           |
| 459338     | 2012 HZ40  | 15 jan 1996 | Kitt Peak        | Spacewatch          | —         | MPC                           |
| 459339     | 2012 HA41  | 26 set 2009 | Kitt Peak        | Spacewatch          | —         | MPC                           |
| 459340     | 2012 HP41  | 17 set 2009 | Kitt Peak        | Spacewatch          | —         | MPC                           |
| 459341     | 2012 HX42  | 16 fev 2007 | Catalina         | CSS                 | —         | MPC                           |
| 459342     | 2012 HC47  | 11 mai 2007 | Mount Lemmon     | Mount Lemmon Survey | —         | MPC                           |
| 459343     | 2012 HM51  | 29 set 2008 | Catalina         | CSS                 | —         | MPC                           |
| 459344     | 2012 HV51  | 25 abr 2012 | Kitt Peak        | Spacewatch          | Brangane  | MPC                           |
| 459345     | 2012 HY52  | 8 jan 2011  | Mount Lemmon     | Mount Lemmon Survey | —         | MPC                           |
| 459346     | 2012 HR53  | 29 mar 2012 | Kitt Peak        | Spacewatch          | —         | MPC                           |
| 459347     | 2012 HM54  | 14 nov 2010 | Mount Lemmon     | Mount Lemmon Survey | —         | MPC                           |
| 459348     | 2012 HF55  | 12 nov 2010 | Mount Lemmon     | Mount Lemmon Survey | —         | MPC                           |
| 459349     | 2012 HE56  | 31 mar 2012 | Kitt Peak        | Spacewatch          | —         | MPC                           |
| 459350     | 2012 HG59  | 4 abr 2008  | Kitt Peak        | Spacewatch          | —         | MPC                           |
| 459351     | 2012 HL60  | 10 jun 1999 | Kitt Peak        | Spacewatch          | —         | MPC                           |
| 459352     | 2012 HJ61  | 8 mar 2011  | Catalina         | CSS                 | —         | MPC                           |
| 459353     | 2012 HH62  | 24 fev 2012 | Mount Lemmon     | Mount Lemmon Survey | —         | MPC                           |
| 459354     | 2012 HO69  | 9 nov 2009  | Kitt Peak        | Spacewatch          | —         | MPC                           |
| 459355     | 2012 HQ75  | 27 jan 2007 | Mount Lemmon     | Mount Lemmon Survey | —         | MPC                           |
| 459356     | 2012 HT78  | 30 abr 2012 | Mount Lemmon     | Mount Lemmon Survey | —         | MPC                           |
| 459357     | 2012 HN79  | 24 ago 2008 | Kitt Peak        | Spacewatch          | —         | MPC                           |
| 459358     | 2012 HN81  | 30 abr 2012 | Kitt Peak        | Spacewatch          | —         | MPC                           |
| 459359     | 2012 HN83  | 10 jan 2007 | Kitt Peak        | Spacewatch          | Phocaea   | MPC                           |
| 459360     | 2012 HO83  | 14 dez 2006 | Mount Lemmon     | Mount Lemmon Survey | —         | MPC                           |
| 459361     | 2012 JE2   | 19 abr 2012 | Kitt Peak        | Spacewatch          | Brangane  | MPC                           |
| 459362     | 2012 JD12  | 15 mar 2008 | Mount Lemmon     | Mount Lemmon Survey | —         | MPC                           |
| 459363     | 2012 JR13  | 25 mai 2003 | Kitt Peak        | Spacewatch          | —         | MPC                           |
| 459364     | 2012 JA14  | 14 mar 2007 | Mount Lemmon     | Mount Lemmon Survey | —         | MPC                           |
| 459365     | 2012 JF15  | 12 mai 2012 | Mount Lemmon     | Mount Lemmon Survey | Brangane  | MPC                           |
| 459366     | 2012 JN18  | 6 nov 2010  | Mount Lemmon     | Mount Lemmon Survey | —         | MPC                           |
| 459367     | 2012 JH23  | 1 mai 2003  | Kitt Peak        | Spacewatch          | —         | MPC                           |
| 459368     | 2012 JK24  | 23 fev 2007 | Mount Lemmon     | Mount Lemmon Survey | —         | MPC                           |
| 459369     | 2012 JR24  | 15 mar 2012 | Mount Lemmon     | Mount Lemmon Survey | —         | MPC                           |
| 459370     | 2012 JV27  | 12 jun 2008 | Kitt Peak        | Spacewatch          | —         | MPC                           |
| 459371     | 2012 JF29  | 21 abr 2012 | Mount Lemmon     | Mount Lemmon Survey | —         | MPC                           |
| 459372     | 2012 JA32  | 1 mai 2012  | Mount Lemmon     | Mount Lemmon Survey | —         | MPC                           |
| 459373     | 2012 JE35  | 15 abr 2001 | Kitt Peak        | Spacewatch          | Brangane  | MPC                           |
| 459374     | 2012 JF38  | 17 abr 2012 | Kitt Peak        | Spacewatch          | —         | MPC                           |
| 459375     | 2012 JR41  | 18 jun 2007 | Kitt Peak        | Spacewatch          | —         | MPC                           |
| 459376     | 2012 JM42  | 14 mai 2012 | Mount Lemmon     | Mount Lemmon Survey | —         | MPC                           |
| 459377     | 2012 JN45  | 19 nov 2009 | Kitt Peak        | Spacewatch          | Brangane  | MPC                           |
| 459378     | 2012 JY49  | 21 abr 2012 | Mount Lemmon     | Mount Lemmon Survey | —         | MPC                           |
| 459379     | 2012 JK57  | 13 fev 2011 | Mount Lemmon     | Mount Lemmon Survey | —         | MPC                           |
| 459380     | 2012 JR60  | 1 abr 2012  | Mount Lemmon     | Mount Lemmon Survey | Ursula    | MPC                           |
| 459381     | 2012 JX61  | 14 mai 2012 | Mount Lemmon     | Mount Lemmon Survey | —         | MPC                           |
| 459382     | 2012 JY61  | 30 abr 2012 | Mount Lemmon     | Mount Lemmon Survey | Brangane  | MPC                           |
| 459383     | 2012 JV62  | 13 mar 2007 | Mount Lemmon     | Mount Lemmon Survey | —         | MPC                           |
| 459384     | 2012 KM8   | 11 nov 2009 | Mount Lemmon     | Mount Lemmon Survey | Brangane  | MPC                           |
| 459385     | 2012 KA11  | 14 jan 2011 | Mount Lemmon     | Mount Lemmon Survey | —         | MPC                           |
| 459386     | 2012 KJ11  | 17 mai 2012 | Mount Lemmon     | Mount Lemmon Survey | —         | MPC                           |
| 459387     | 2012 KD12  | 2 abr 2011  | Mount Lemmon     | Mount Lemmon Survey | —         | MPC                           |
| 459388     | 2012 KC16  | 20 mai 2012 | Mount Lemmon     | Mount Lemmon Survey | Brangane  | MPC                           |
| 459389     | 2012 KQ19  | 24 abr 2003 | Campo Imperatore | CINEOS              | —         | MPC                           |
| 459390     | 2012 KQ20  | 28 mar 2012 | Kitt Peak        | Spacewatch          | —         | MPC                           |
| 459391     | 2012 KF23  | 16 mar 2007 | Mount Lemmon     | Mount Lemmon Survey | —         | MPC                           |
| 459392     | 2012 KK25  | 24 set 2008 | Mount Lemmon     | Mount Lemmon Survey | —         | MPC                           |
| 459393     | 2012 KE26  | 25 dez 2010 | Kitt Peak        | Spacewatch          | —         | MPC                           |
| 459394     | 2012 KJ26  | 16 out 2009 | Mount Lemmon     | Mount Lemmon Survey | —         | MPC                           |
| 459395     | 2012 KE29  | 7 out 2005  | Kitt Peak        | Spacewatch          | —         | MPC                           |
| 459396     | 2012 KJ30  | 19 mai 2012 | Mount Lemmon     | Mount Lemmon Survey | —         | MPC                           |
| 459397     | 2012 KK31  | 28 mar 2012 | Kitt Peak        | Spacewatch          | Eos       | MPC                           |
| 459398     | 2012 KO31  | 20 abr 2012 | Mount Lemmon     | Mount Lemmon Survey | Brangane  | MPC                           |
| 459399     | 2012 KB40  | 19 mai 2012 | Mount Lemmon     | Mount Lemmon Survey | —         | MPC                           |
| 459400     | 2012 KX47  | 27 abr 2012 | Mount Lemmon     | Mount Lemmon Survey | —         | MPC                           |

## 459401–459500
| Designação | Designação | Descoberta  | Descoberta    | Descobridor(es)     | Categoria | Mais informações / Referência |
| Permanente | Provisória | Data        | Local         | Descobridor(es)     | Categoria | Mais informações / Referência |
| ---------- | ---------- | ----------- | ------------- | ------------------- | --------- | ----------------------------- |
| 459401     | 2012 KE48  | 31 mai 2012 | Mount Lemmon  | Mount Lemmon Survey | Brangane  | MPC                           |
| 459402     | 2012 KT49  | 25 dez 2005 | Kitt Peak     | Spacewatch          | —         | MPC                           |
| 459403     | 2012 KK50  | 27 set 2003 | Kitt Peak     | Spacewatch          | Brangane  | MPC                           |
| 459404     | 2012 LR    | 21 mai 2012 | Mount Lemmon  | Mount Lemmon Survey | —         | MPC                           |
| 459405     | 2012 LZ5   | 24 nov 2009 | Mount Lemmon  | Mount Lemmon Survey | —         | MPC                           |
| 459406     | 2012 LD9   | 18 mai 2012 | Kitt Peak     | Spacewatch          | Eos       | MPC                           |
| 459407     | 2012 LU14  | 13 fev 2011 | Mount Lemmon  | Mount Lemmon Survey | —         | MPC                           |
| 459408     | 2012 LP17  | 1 fev 2003  | Kitt Peak     | Spacewatch          | —         | MPC                           |
| 459409     | 2012 LY17  | 16 fev 2010 | WISE          | WISE                | —         | MPC                           |
| 459410     | 2012 LL20  | 4 fev 2005  | Kitt Peak     | Spacewatch          | —         | MPC                           |
| 459411     | 2012 LO22  | 4 dez 2005  | Kitt Peak     | Spacewatch          | —         | MPC                           |
| 459412     | 2012 MR5   | 12 jan 2011 | Mount Lemmon  | Mount Lemmon Survey | —         | MPC                           |
| 459413     | 2012 MO15  | 10 abr 2010 | WISE          | WISE                | —         | MPC                           |
| 459414     | 2012 NG    | 29 dez 2005 | Mount Lemmon  | Mount Lemmon Survey | —         | MPC                           |
| 459415     | 2012 PQ    | 7 mar 2005  | Socorro       | LINEAR              | —         | MPC                           |
| 459416     | 2012 PO14  | 4 jan 2006  | Mount Lemmon  | Mount Lemmon Survey | —         | MPC                           |
| 459417     | 2012 PY27  | 4 abr 2010  | WISE          | WISE                | —         | MPC                           |
| 459418     | 2012 QL44  | 7 jan 2006  | Mount Lemmon  | Mount Lemmon Survey | —         | MPC                           |
| 459419     | 2012 QM48  | 12 out 2007 | Mount Lemmon  | Mount Lemmon Survey | Brangane  | MPC                           |
| 459420     | 2012 QA50  | 31 dez 2007 | Catalina      | CSS                 | Juno      | MPC                           |
| 459421     | 2012 RK    | 9 jan 2006  | Mount Lemmon  | Mount Lemmon Survey | —         | MPC                           |
| 459422     | 2012 RA9   | 1 abr 2010  | WISE          | WISE                | —         | MPC                           |
| 459423     | 2012 RG9   | 24 abr 2011 | Kitt Peak     | Spacewatch          | —         | MPC                           |
| 459424     | 2012 RH39  | 27 out 2008 | Kitt Peak     | Spacewatch          | —         | MPC                           |
| 459425     | 2012 SE    | 3 set 2007  | Catalina      | CSS                 | —         | MPC                           |
| 459426     | 2012 SF4   | 5 out 2004  | Kitt Peak     | Spacewatch          | Juno      | MPC                           |
| 459427     | 2012 SG25  | 11 abr 2010 | WISE          | WISE                | —         | MPC                           |
| 459428     | 2012 SC50  | 13 abr 2010 | WISE          | WISE                | —         | MPC                           |
| 459429     | 2012 SS51  | 25 ago 2012 | Kitt Peak     | Spacewatch          | —         | MPC                           |
| 459430     | 2012 SW63  | 26 set 2012 | Mount Lemmon  | Mount Lemmon Survey | —         | MPC                           |
| 459431     | 2012 TG5   | 31 dez 2002 | Socorro       | LINEAR              | —         | MPC                           |
| 459432     | 2012 TL14  | 26 ago 2012 | Kitt Peak     | Spacewatch          | —         | MPC                           |
| 459433     | 2012 TG37  | 15 mar 2010 | Mount Lemmon  | Mount Lemmon Survey | —         | MPC                           |
| 459434     | 2012 TA65  | 9 fev 2010  | Kitt Peak     | Spacewatch          | —         | MPC                           |
| 459435     | 2012 TE77  | 12 out 2005 | Kitt Peak     | Spacewatch          | Juno      | MPC                           |
| 459436     | 2012 TV81  | 24 ago 2012 | Kitt Peak     | Spacewatch          | —         | MPC                           |
| 459437     | 2012 TH89  | 11 abr 2005 | Mount Lemmon  | Mount Lemmon Survey | —         | MPC                           |
| 459438     | 2012 TZ103 | 19 set 2011 | Mount Lemmon  | Mount Lemmon Survey | —         | MPC                           |
| 459439     | 2012 TB146 | 9 mar 2007  | Mount Lemmon  | Mount Lemmon Survey | —         | MPC                           |
| 459440     | 2012 TU297 | 15 out 2012 | Kitt Peak     | Spacewatch          | —         | MPC                           |
| 459441     | 2012 TN308 | 21 mai 2006 | Mount Lemmon  | Mount Lemmon Survey | —         | MPC                           |
| 459442     | 2012 UC18  | 17 out 2012 | Mount Lemmon  | Mount Lemmon Survey | —         | MPC                           |
| 459443     | 2012 UR85  | 16 set 2006 | Catalina      | CSS                 | —         | MPC                           |
| 459444     | 2012 UF158 | 31 mar 2011 | Siding Spring | SSS                 | —         | MPC                           |
| 459445     | 2012 UC170 | 21 nov 2001 | Socorro       | LINEAR              | —         | MPC                           |
| 459446     | 2012 VR1   | 2 nov 2007  | Catalina      | CSS                 | —         | MPC                           |
| 459447     | 2012 VL38  | 3 dez 2007  | Kitt Peak     | Spacewatch          | —         | MPC                           |
| 459448     | 2012 VM38  | 30 dez 2007 | Kitt Peak     | Spacewatch          | —         | MPC                           |
| 459449     | 2012 WO    | 14 set 1998 | Socorro       | LINEAR              | Juno      | MPC                           |
| 459450     | 2012 WX4   | 13 dez 2006 | Mount Lemmon  | Mount Lemmon Survey | —         | MPC                           |
| 459451     | 2012 WG32  | 24 nov 2012 | Haleakalā     | Pan-STARRS          | —         | MPC                           |
| 459452     | 2012 XB6   | 1 out 2000  | Anderson Mesa | LONEOS              | —         | MPC                           |
| 459453     | 2012 XH21  | 30 out 2009 | Mount Lemmon  | Mount Lemmon Survey | —         | MPC                           |
| 459454     | 2012 XY55  | 29 mai 2003 | Kitt Peak     | Spacewatch          | —         | MPC                           |
| 459455     | 2012 XB56  | 7 jan 2005  | Socorro       | LINEAR              | —         | MPC                           |
| 459456     | 2012 XD111 | 18 dez 2007 | Mount Lemmon  | Mount Lemmon Survey | —         | MPC                           |
| 459457     | 2012 XG134 | 6 dez 2007  | Mount Lemmon  | Mount Lemmon Survey | —         | MPC                           |
| 459458     | 2012 XR134 | 10 dez 2012 | Haleakala     | Pan-STARRS          | —         | MPC                           |
| 459459     | 2012 YZ2   | 10 dez 2012 | Catalina      | CSS                 | —         | MPC                           |
| 459460     | 2012 YT3   | 15 set 2009 | Catalina      | CSS                 | —         | MPC                           |
| 459461     | 2013 AD    | 4 out 2003  | Kitt Peak     | Spacewatch          | —         | MPC                           |
| 459462     | 2013 AY52  | 6 jan 2013  | Catalina      | CSS                 | —         | MPC                           |
| 459463     | 2013 AO55  | 8 fev 2002  | Kitt Peak     | Spacewatch          | —         | MPC                           |
| 459464     | 2013 AZ72  | 9 jan 2005  | Catalina      | CSS                 | Juno      | MPC                           |
| 459465     | 2013 AK112 | 28 ago 2005 | Kitt Peak     | Spacewatch          | —         | MPC                           |
| 459466     | 2013 BR    | 6 nov 2010  | Mount Lemmon  | Mount Lemmon Survey | Vesta     | MPC                           |
| 459467     | 2013 BZ16  | 5 jan 2013  | Mount Lemmon  | Mount Lemmon Survey | —         | MPC                           |
| 459468     | 2013 BC22  | 6 jan 2013  | Kitt Peak     | Spacewatch          | —         | MPC                           |
| 459469     | 2013 BO43  | 19 jan 2013 | Mount Lemmon  | Mount Lemmon Survey | —         | MPC                           |
| 459470     | 2013 BU45  | 31 mar 2008 | Catalina      | CSS                 | —         | MPC                           |
| 459471     | 2013 BT54  | 9 mar 2007  | Kitt Peak     | Spacewatch          | —         | MPC                           |
| 459472     | 2013 CA7   | 25 nov 2005 | Kitt Peak     | Spacewatch          | —         | MPC                           |
| 459473     | 2013 CF16  | 17 jan 2013 | Mount Lemmon  | Mount Lemmon Survey | —         | MPC                           |
| 459474     | 2013 CJ18  | 14 abr 2010 | Kitt Peak     | Spacewatch          | —         | MPC                           |
| 459475     | 2013 CX21  | 4 dez 2008  | Kitt Peak     | Spacewatch          | —         | MPC                           |
| 459476     | 2013 CL36  | 22 set 2004 | Anderson Mesa | LONEOS              | —         | MPC                           |
| 459477     | 2013 CE41  | 25 set 2008 | Kitt Peak     | Spacewatch          | —         | MPC                           |
| 459478     | 2013 CT45  | 5 fev 2013  | Kitt Peak     | Spacewatch          | —         | MPC                           |
| 459479     | 2013 CP47  | 5 fev 2013  | Kitt Peak     | Spacewatch          | —         | MPC                           |
| 459480     | 2013 CR47  | 9 jun 2007  | Kitt Peak     | Spacewatch          | —         | MPC                           |
| 459481     | 2013 CR60  | 19 jan 2013 | Kitt Peak     | Spacewatch          | —         | MPC                           |
| 459482     | 2013 CO68  | 4 jan 2006  | Mount Lemmon  | Mount Lemmon Survey | —         | MPC                           |
| 459483     | 2013 CZ73  | 1 out 2005  | Kitt Peak     | Spacewatch          | —         | MPC                           |
| 459484     | 2013 CS75  | 10 fev 2008 | Mount Lemmon  | Mount Lemmon Survey | —         | MPC                           |
| 459485     | 2013 CS79  | 15 abr 2007 | Kitt Peak     | Spacewatch          | —         | MPC                           |
| 459486     | 2013 CX103 | 17 jun 2010 | Mount Lemmon  | Mount Lemmon Survey | —         | MPC                           |
| 459487     | 2013 CW110 | 9 mai 2007  | Kitt Peak     | Spacewatch          | —         | MPC                           |
| 459488     | 2013 CJ111 | 26 out 2005 | Kitt Peak     | Spacewatch          | —         | MPC                           |
| 459489     | 2013 CH119 | 9 mai 2010  | Siding Spring | SSS                 | —         | MPC                           |
| 459490     | 2013 CY123 | 8 abr 2006  | Kitt Peak     | Spacewatch          | Mitidika  | MPC                           |
| 459491     | 2013 CC128 | 19 jan 2004 | Kitt Peak     | Spacewatch          | —         | MPC                           |
| 459492     | 2013 CO139 | 9 jan 2013  | Mount Lemmon  | Mount Lemmon Survey | —         | MPC                           |
| 459493     | 2013 CH143 | 24 fev 2006 | Kitt Peak     | Spacewatch          | —         | MPC                           |
| 459494     | 2013 CM161 | 28 set 2011 | Mount Lemmon  | Mount Lemmon Survey | —         | MPC                           |
| 459495     | 2013 CJ168 | 21 dez 2005 | Kitt Peak     | Spacewatch          | —         | MPC                           |
| 459496     | 2013 CH172 | 7 fev 2013  | Kitt Peak     | Spacewatch          | —         | MPC                           |
| 459497     | 2013 CL174 | 11 mai 2010 | Mount Lemmon  | Mount Lemmon Survey | —         | MPC                           |
| 459498     | 2013 CH175 | 4 fev 2006  | Mount Lemmon  | Mount Lemmon Survey | —         | MPC                           |
| 459499     | 2013 CS191 | 15 abr 1997 | Kitt Peak     | Spacewatch          | —         | MPC                           |
| 459500     | 2013 CR195 | 18 mar 2010 | Mount Lemmon  | Mount Lemmon Survey | —         | MPC                           |

## 459501–459600
| Designação | Designação | Descoberta  | Descoberta    | Descobridor(es)     | Categoria | Mais informações / Referência |
| Permanente | Provisória | Data        | Local         | Descobridor(es)     | Categoria | Mais informações / Referência |
| ---------- | ---------- | ----------- | ------------- | ------------------- | --------- | ----------------------------- |
| 459501     | 2013 CD207 | 29 out 2005 | Catalina      | CSS                 | —         | MPC                           |
| 459502     | 2013 CB208 | 4 set 2008  | Kitt Peak     | Spacewatch          | —         | MPC                           |
| 459503     | 2013 CC218 | 1 dez 2008  | Mount Lemmon  | Mount Lemmon Survey | —         | MPC                           |
| 459504     | 2013 DC13  | 21 set 2011 | Kitt Peak     | Spacewatch          | —         | MPC                           |
| 459505     | 2013 EC6   | 3 mar 2013  | Mount Lemmon  | Mount Lemmon Survey | Flora     | MPC                           |
| 459506     | 2013 EU10  | 5 out 2004  | Kitt Peak     | Spacewatch          | —         | MPC                           |
| 459507     | 2013 EA13  | 26 mai 2003 | Kitt Peak     | Spacewatch          | —         | MPC                           |
| 459508     | 2013 EQ15  | 24 nov 2008 | Kitt Peak     | Spacewatch          | —         | MPC                           |
| 459509     | 2013 EQ17  | 22 fev 2006 | Catalina      | CSS                 | —         | MPC                           |
| 459510     | 2013 ER18  | 29 nov 2005 | Kitt Peak     | Spacewatch          | —         | MPC                           |
| 459511     | 2013 ER25  | 31 jan 1995 | Kitt Peak     | Spacewatch          | —         | MPC                           |
| 459512     | 2013 EA26  | 5 jan 2006  | Kitt Peak     | Spacewatch          | —         | MPC                           |
| 459513     | 2013 EB29  | 11 set 2007 | Mount Lemmon  | Mount Lemmon Survey | —         | MPC                           |
| 459514     | 2013 EZ30  | 19 mai 2010 | Mount Lemmon  | Mount Lemmon Survey | —         | MPC                           |
| 459515     | 2013 EW52  | 5 fev 2013  | Kitt Peak     | Spacewatch          | —         | MPC                           |
| 459516     | 2013 ER62  | 2 nov 2011  | Mount Lemmon  | Mount Lemmon Survey | —         | MPC                           |
| 459517     | 2013 EN67  | 3 fev 2009  | Kitt Peak     | Spacewatch          | —         | MPC                           |
| 459518     | 2013 EB82  | 22 set 2008 | Kitt Peak     | Spacewatch          | —         | MPC                           |
| 459519     | 2013 EP85  | 17 fev 2013 | Kitt Peak     | Spacewatch          | —         | MPC                           |
| 459520     | 2013 EY101 | 11 mar 2013 | Kitt Peak     | Spacewatch          | —         | MPC                           |
| 459521     | 2013 EY107 | 9 jul 2003  | Kitt Peak     | Spacewatch          | —         | MPC                           |
| 459522     | 2013 EV109 | 15 out 2007 | Mount Lemmon  | Mount Lemmon Survey | —         | MPC                           |
| 459523     | 2013 EM116 | 1 mai 2009  | Kitt Peak     | Spacewatch          | —         | MPC                           |
| 459524     | 2013 ES116 | 24 out 2011 | Mount Lemmon  | Mount Lemmon Survey | —         | MPC                           |
| 459525     | 2013 EL125 | 21 dez 2008 | Kitt Peak     | Spacewatch          | —         | MPC                           |
| 459526     | 2013 EM125 | 3 dez 2008  | Mount Lemmon  | Mount Lemmon Survey | —         | MPC                           |
| 459527     | 2013 EW127 | 12 mar 2013 | Siding Spring | SSS                 | —         | MPC                           |
| 459528     | 2013 EG141 | 23 out 2008 | Mount Lemmon  | Mount Lemmon Survey | —         | MPC                           |
| 459529     | 2013 EY152 | 17 mar 2009 | Kitt Peak     | Spacewatch          | —         | MPC                           |
| 459530     | 2013 FG1   | 2 nov 2008  | Mount Lemmon  | Mount Lemmon Survey | —         | MPC                           |
| 459531     | 2013 FB2   | 17 fev 2013 | Kitt Peak     | Spacewatch          | —         | MPC                           |
| 459532     | 2013 FL6   | 8 nov 2008  | Kitt Peak     | Spacewatch          | —         | MPC                           |
| 459533     | 2013 FW19  | 24 fev 2006 | Kitt Peak     | Spacewatch          | —         | MPC                           |
| 459534     | 2013 FC26  | 14 fev 2013 | Mount Lemmon  | Mount Lemmon Survey | —         | MPC                           |
| 459535     | 2013 GE2   | 27 fev 2006 | Kitt Peak     | Spacewatch          | —         | MPC                           |
| 459536     | 2013 GN2   | 28 dez 2005 | Kitt Peak     | Spacewatch          | —         | MPC                           |
| 459537     | 2013 GF3   | 25 abr 2006 | Kitt Peak     | Spacewatch          | —         | MPC                           |
| 459538     | 2013 GL6   | 28 set 2011 | Kitt Peak     | Spacewatch          | —         | MPC                           |
| 459539     | 2013 GG17  | 15 out 2007 | Mount Lemmon  | Mount Lemmon Survey | —         | MPC                           |
| 459540     | 2013 GY19  | 21 abr 2006 | Kitt Peak     | Spacewatch          | —         | MPC                           |
| 459541     | 2013 GC22  | 13 mar 2013 | Mount Lemmon  | Mount Lemmon Survey | —         | MPC                           |
| 459542     | 2013 GP22  | 25 abr 2006 | Mount Lemmon  | Mount Lemmon Survey | —         | MPC                           |
| 459543     | 2013 GX23  | 2 abr 2013  | Mount Lemmon  | Mount Lemmon Survey | —         | MPC                           |
| 459544     | 2013 GJ25  | 27 out 2008 | Kitt Peak     | Spacewatch          | —         | MPC                           |
| 459545     | 2013 GR25  | 28 nov 2011 | Mount Lemmon  | Mount Lemmon Survey | —         | MPC                           |
| 459546     | 2013 GH26  | 25 fev 2006 | Kitt Peak     | Spacewatch          | —         | MPC                           |
| 459547     | 2013 GR28  | 31 mar 2013 | Mount Lemmon  | Mount Lemmon Survey | —         | MPC                           |
| 459548     | 2013 GD31  | 12 mar 2013 | Kitt Peak     | Spacewatch          | —         | MPC                           |
| 459549     | 2013 GO32  | 9 abr 2002  | Anderson Mesa | LONEOS              | —         | MPC                           |
| 459550     | 2013 GT43  | 26 mar 2006 | Mount Lemmon  | Mount Lemmon Survey | —         | MPC                           |
| 459551     | 2013 GH46  | 23 set 2004 | Kitt Peak     | Spacewatch          | —         | MPC                           |
| 459552     | 2013 GN46  | 4 ago 2010  | WISE          | WISE                | —         | MPC                           |
| 459553     | 2013 GA51  | 7 jan 2006  | Mount Lemmon  | Mount Lemmon Survey | —         | MPC                           |
| 459554     | 2013 GZ69  | 23 mai 2006 | Kitt Peak     | Spacewatch          | —         | MPC                           |
| 459555     | 2013 GT74  | 4 mar 2005  | Mount Lemmon  | Mount Lemmon Survey | —         | MPC                           |
| 459556     | 2013 GU78  | 3 nov 2007  | Mount Lemmon  | Mount Lemmon Survey | —         | MPC                           |
| 459557     | 2013 GF81  | 3 mar 2006  | Mount Lemmon  | Mount Lemmon Survey | —         | MPC                           |
| 459558     | 2013 GV82  | 13 abr 2013 | Mount Lemmon  | Mount Lemmon Survey | Brangane  | MPC                           |
| 459559     | 2013 GL85  | 7 mar 2013  | Catalina      | CSS                 | —         | MPC                           |
| 459560     | 2013 GV89  | 12 abr 2010 | Kitt Peak     | Spacewatch          | —         | MPC                           |
| 459561     | 2013 GM92  | 5 set 2010  | Mount Lemmon  | Mount Lemmon Survey | —         | MPC                           |
| 459562     | 2013 GQ96  | 24 mai 2006 | Mount Lemmon  | Mount Lemmon Survey | —         | MPC                           |
| 459563     | 2013 GW97  | 11 nov 2001 | Kitt Peak     | Spacewatch          | —         | MPC                           |
| 459564     | 2013 GF98  | 31 mar 2009 | Mount Lemmon  | Mount Lemmon Survey | —         | MPC                           |
| 459565     | 2013 GH99  | 20 mar 2007 | Catalina      | CSS                 | —         | MPC                           |
| 459566     | 2013 GO99  | 7 abr 2013  | Kitt Peak     | Spacewatch          | —         | MPC                           |
| 459567     | 2013 GU101 | 16 mar 2013 | Mount Lemmon  | Mount Lemmon Survey | —         | MPC                           |
| 459568     | 2013 GY103 | 25 jan 2006 | Kitt Peak     | Spacewatch          | —         | MPC                           |
| 459569     | 2013 GW104 | 2 mar 2006  | Kitt Peak     | Spacewatch          | —         | MPC                           |
| 459570     | 2013 GF105 | 26 mar 2006 | Kitt Peak     | Spacewatch          | —         | MPC                           |
| 459571     | 2013 GB107 | 24 out 2011 | Mount Lemmon  | Mount Lemmon Survey | —         | MPC                           |
| 459572     | 2013 GC107 | 15 set 2007 | Kitt Peak     | Spacewatch          | —         | MPC                           |
| 459573     | 2013 GE107 | 7 abr 2013  | Kitt Peak     | Spacewatch          | —         | MPC                           |
| 459574     | 2013 GD109 | 21 out 2011 | Kitt Peak     | Spacewatch          | —         | MPC                           |
| 459575     | 2013 GF109 | 1 fev 2009  | Mount Lemmon  | Mount Lemmon Survey | —         | MPC                           |
| 459576     | 2013 GB110 | 2 fev 2006  | Mount Lemmon  | Mount Lemmon Survey | —         | MPC                           |
| 459577     | 2013 GF110 | 18 mar 2013 | Kitt Peak     | Spacewatch          | —         | MPC                           |
| 459578     | 2013 GZ110 | 8 abr 2006  | Kitt Peak     | Spacewatch          | —         | MPC                           |
| 459579     | 2013 GG112 | 15 jan 2005 | Kitt Peak     | Spacewatch          | —         | MPC                           |
| 459580     | 2013 GR112 | 16 mai 2009 | Mount Lemmon  | Mount Lemmon Survey | —         | MPC                           |
| 459581     | 2013 GL115 | 11 out 2007 | Mount Lemmon  | Mount Lemmon Survey | —         | MPC                           |
| 459582     | 2013 GV117 | 20 out 2011 | Mount Lemmon  | Mount Lemmon Survey | —         | MPC                           |
| 459583     | 2013 GU118 | 22 nov 2009 | Mount Lemmon  | Mount Lemmon Survey | —         | MPC                           |
| 459584     | 2013 GE123 | 4 fev 2009  | Mount Lemmon  | Mount Lemmon Survey | Mitidika  | MPC                           |
| 459585     | 2013 GH124 | 25 mar 2006 | Mount Lemmon  | Mount Lemmon Survey | —         | MPC                           |
| 459586     | 2013 GV126 | 1 mai 2009  | Mount Lemmon  | Mount Lemmon Survey | —         | MPC                           |
| 459587     | 2013 GW126 | 13 abr 2013 | Mount Lemmon  | Mount Lemmon Survey | —         | MPC                           |
| 459588     | 2013 GE127 | 2 mar 2006  | Kitt Peak     | Spacewatch          | —         | MPC                           |
| 459589     | 2013 GD130 | 11 set 2010 | Kitt Peak     | Spacewatch          | —         | MPC                           |
| 459590     | 2013 GQ130 | 16 mar 2013 | Mount Lemmon  | Mount Lemmon Survey | —         | MPC                           |
| 459591     | 2013 GS134 | 23 mar 2003 | Kitt Peak     | Spacewatch          | —         | MPC                           |
| 459592     | 2013 HV2   | 12 abr 2013 | Mount Lemmon  | Mount Lemmon Survey | Phocaea   | MPC                           |
| 459593     | 2013 HX8   | 4 dez 2008  | Kitt Peak     | Spacewatch          | —         | MPC                           |
| 459594     | 2013 HZ9   | 20 mai 2005 | Mount Lemmon  | Mount Lemmon Survey | —         | MPC                           |
| 459595     | 2013 HF12  | 25 jul 2010 | WISE          | WISE                | —         | MPC                           |
| 459596     | 2013 HK13  | 5 mai 2006  | Anderson Mesa | LONEOS              | —         | MPC                           |
| 459597     | 2013 HP20  | 7 mar 2013  | Catalina      | CSS                 | —         | MPC                           |
| 459598     | 2013 HY20  | 1 mar 2009  | Kitt Peak     | Spacewatch          | —         | MPC                           |
| 459599     | 2013 HG22  | 14 set 2010 | Mount Lemmon  | Mount Lemmon Survey | —         | MPC                           |
| 459600     | 2013 HO23  | 19 abr 2006 | Catalina      | CSS                 | —         | MPC                           |

## 459601–459700
| Designação | Designação | Descoberta  | Descoberta    | Descobridor(es)     | Categoria | Mais informações / Referência |
| Permanente | Provisória | Data        | Local         | Descobridor(es)     | Categoria | Mais informações / Referência |
| ---------- | ---------- | ----------- | ------------- | ------------------- | --------- | ----------------------------- |
| 459601     | 2013 HQ24  | 1 fev 2009  | Kitt Peak     | Spacewatch          | —         | MPC                           |
| 459602     | 2013 HD25  | 30 nov 2011 | Kitt Peak     | Spacewatch          | —         | MPC                           |
| 459603     | 2013 HB26  | 30 jan 2006 | Kitt Peak     | Spacewatch          | —         | MPC                           |
| 459604     | 2013 HB28  | 17 jan 2009 | Kitt Peak     | Spacewatch          | —         | MPC                           |
| 459605     | 2013 HH30  | 2 jan 2012  | Mount Lemmon  | Mount Lemmon Survey | —         | MPC                           |
| 459606     | 2013 HM31  | 19 dez 2004 | Mount Lemmon  | Mount Lemmon Survey | —         | MPC                           |
| 459607     | 2013 HZ42  | 14 out 2007 | Mount Lemmon  | Mount Lemmon Survey | —         | MPC                           |
| 459608     | 2013 HP43  | 31 jan 2006 | Kitt Peak     | Spacewatch          | —         | MPC                           |
| 459609     | 2013 HM51  | 10 set 2007 | Mount Lemmon  | Mount Lemmon Survey | —         | MPC                           |
| 459610     | 2013 HU59  | 1 fev 2009  | Kitt Peak     | Spacewatch          | —         | MPC                           |
| 459611     | 2013 HV62  | 11 set 2007 | Kitt Peak     | Spacewatch          | —         | MPC                           |
| 459612     | 2013 HS67  | 27 out 2003 | Kitt Peak     | Spacewatch          | —         | MPC                           |
| 459613     | 2013 HM73  | 5 mai 2006  | Kitt Peak     | Spacewatch          | —         | MPC                           |
| 459614     | 2013 HN79  | 30 out 2007 | Mount Lemmon  | Mount Lemmon Survey | —         | MPC                           |
| 459615     | 2013 HM107 | 11 set 2007 | Mount Lemmon  | Mount Lemmon Survey | —         | MPC                           |
| 459616     | 2013 HS113 | 23 out 2006 | Kitt Peak     | Spacewatch          | —         | MPC                           |
| 459617     | 2013 HN115 | 30 ago 2005 | Kitt Peak     | Spacewatch          | —         | MPC                           |
| 459618     | 2013 HJ116 | 7 out 2007  | Mount Lemmon  | Mount Lemmon Survey | —         | MPC                           |
| 459619     | 2013 HU126 | 9 set 2007  | Mount Lemmon  | Mount Lemmon Survey | —         | MPC                           |
| 459620     | 2013 HH130 | 5 jan 2006  | Mount Lemmon  | Mount Lemmon Survey | —         | MPC                           |
| 459621     | 2013 HK138 | 24 ago 2007 | Kitt Peak     | Spacewatch          | —         | MPC                           |
| 459622     | 2013 HR139 | 10 set 2007 | Catalina      | CSS                 | —         | MPC                           |
| 459623     | 2013 JB2   | 16 set 2009 | Catalina      | CSS                 | —         | MPC                           |
| 459624     | 2013 JF2   | 22 dez 2008 | Kitt Peak     | Spacewatch          | —         | MPC                           |
| 459625     | 2013 JG2   | 9 mar 2006  | Kitt Peak     | Spacewatch          | —         | MPC                           |
| 459626     | 2013 JP2   | 26 mar 2009 | Mount Lemmon  | Mount Lemmon Survey | —         | MPC                           |
| 459627     | 2013 JC3   | 24 mar 2006 | Mount Lemmon  | Mount Lemmon Survey | —         | MPC                           |
| 459628     | 2013 JZ3   | 15 mar 2002 | Kitt Peak     | Spacewatch          | —         | MPC                           |
| 459629     | 2013 JQ4   | 11 jan 2008 | Mount Lemmon  | Mount Lemmon Survey | —         | MPC                           |
| 459630     | 2013 JB5   | 19 abr 2006 | Mount Lemmon  | Mount Lemmon Survey | —         | MPC                           |
| 459631     | 2013 JF5   | 1 jan 2012  | Mount Lemmon  | Mount Lemmon Survey | —         | MPC                           |
| 459632     | 2013 JD11  | 6 mai 2006  | Mount Lemmon  | Mount Lemmon Survey | —         | MPC                           |
| 459633     | 2013 JS11  | 3 out 2006  | Mount Lemmon  | Mount Lemmon Survey | —         | MPC                           |
| 459634     | 2013 JX21  | 18 jan 2009 | Mount Lemmon  | Mount Lemmon Survey | —         | MPC                           |
| 459635     | 2013 JJ25  | 18 mar 2013 | Kitt Peak     | Spacewatch          | —         | MPC                           |
| 459636     | 2013 JB28  | 13 abr 2013 | Kitt Peak     | Spacewatch          | —         | MPC                           |
| 459637     | 2013 JJ28  | 29 jan 2009 | Kitt Peak     | Spacewatch          | —         | MPC                           |
| 459638     | 2013 JA31  | 18 out 2006 | Kitt Peak     | Spacewatch          | —         | MPC                           |
| 459639     | 2013 JR31  | 22 dez 2008 | Kitt Peak     | Spacewatch          | —         | MPC                           |
| 459640     | 2013 JE32  | 30 dez 2008 | Kitt Peak     | Spacewatch          | —         | MPC                           |
| 459641     | 2013 JT33  | 22 fev 2009 | Catalina      | CSS                 | —         | MPC                           |
| 459642     | 2013 JY33  | 15 mai 2005 | Mount Lemmon  | Mount Lemmon Survey | —         | MPC                           |
| 459643     | 2013 JK36  | 30 out 2010 | Mount Lemmon  | Mount Lemmon Survey | —         | MPC                           |
| 459644     | 2013 JC37  | 11 mar 2005 | Mount Lemmon  | Mount Lemmon Survey | —         | MPC                           |
| 459645     | 2013 JG37  | 10 set 2010 | Kitt Peak     | Spacewatch          | —         | MPC                           |
| 459646     | 2013 JM39  | 19 abr 2006 | Mount Lemmon  | Mount Lemmon Survey | —         | MPC                           |
| 459647     | 2013 JZ41  | 17 set 2006 | Catalina      | CSS                 | —         | MPC                           |
| 459648     | 2013 JL42  | 1 fev 2009  | Mount Lemmon  | Mount Lemmon Survey | —         | MPC                           |
| 459649     | 2013 JU46  | 28 dez 2011 | Kitt Peak     | Spacewatch          | —         | MPC                           |
| 459650     | 2013 JE48  | 2 jun 2005  | Siding Spring | SSS                 | —         | MPC                           |
| 459651     | 2013 JG49  | 21 abr 2004 | Kitt Peak     | Spacewatch          | —         | MPC                           |
| 459652     | 2013 JG53  | 22 abr 2013 | Mount Lemmon  | Mount Lemmon Survey | —         | MPC                           |
| 459653     | 2013 JB61  | 10 abr 2005 | Mount Lemmon  | Mount Lemmon Survey | —         | MPC                           |
| 459654     | 2013 KY3   | 20 out 2004 | Catalina      | CSS                 | Brangane  | MPC                           |
| 459655     | 2013 KM4   | 1 nov 2007  | Mount Lemmon  | Mount Lemmon Survey | —         | MPC                           |
| 459656     | 2013 KO4   | 27 fev 2006 | Kitt Peak     | Spacewatch          | —         | MPC                           |
| 459657     | 2013 KP5   | 20 nov 2007 | Mount Lemmon  | Mount Lemmon Survey | —         | MPC                           |
| 459658     | 2013 KL7   | 17 set 1995 | Kitt Peak     | Spacewatch          | —         | MPC                           |
| 459659     | 2013 KN7   | 18 abr 2013 | Kitt Peak     | Spacewatch          | —         | MPC                           |
| 459660     | 2013 KJ8   | 4 mai 2002  | Socorro       | LINEAR              | —         | MPC                           |
| 459661     | 2013 KS10  | 15 dez 2006 | Kitt Peak     | Spacewatch          | —         | MPC                           |
| 459662     | 2013 KM13  | 1 mar 2009  | Catalina      | CSS                 | —         | MPC                           |
| 459663     | 2013 KB15  | 29 abr 2009 | Mount Lemmon  | Mount Lemmon Survey | —         | MPC                           |
| 459664     | 2013 KU15  | 19 mar 2009 | Kitt Peak     | Spacewatch          | Mitidika  | MPC                           |
| 459665     | 2013 KV15  | 25 mai 2006 | Mount Lemmon  | Mount Lemmon Survey | —         | MPC                           |
| 459666     | 2013 LQ    | 22 abr 2013 | Mount Lemmon  | Mount Lemmon Survey | —         | MPC                           |
| 459667     | 2013 LC9   | 18 mai 2010 | WISE          | WISE                | —         | MPC                           |
| 459668     | 2013 LD14  | 11 fev 2004 | Kitt Peak     | Spacewatch          | —         | MPC                           |
| 459669     | 2013 LT14  | 5 jul 2010  | WISE          | WISE                | —         | MPC                           |
| 459670     | 2013 LM16  | 25 mai 2006 | Mount Lemmon  | Mount Lemmon Survey | Mitidika  | MPC                           |
| 459671     | 2013 LS21  | 31 dez 2011 | Kitt Peak     | Spacewatch          | —         | MPC                           |
| 459672     | 2013 LM22  | 15 jan 2004 | Kitt Peak     | Spacewatch          | —         | MPC                           |
| 459673     | 2013 LQ22  | 10 mar 2005 | Kitt Peak     | Spacewatch          | —         | MPC                           |
| 459674     | 2013 LS22  | 16 mai 2013 | Mount Lemmon  | Mount Lemmon Survey | —         | MPC                           |
| 459675     | 2013 LO24  | 29 dez 2011 | Mount Lemmon  | Mount Lemmon Survey | Phocaea   | MPC                           |
| 459676     | 2013 LO28  | 19 fev 2009 | Kitt Peak     | Spacewatch          | Mitidika  | MPC                           |
| 459677     | 2013 LR32  | 24 set 2009 | Mount Lemmon  | Mount Lemmon Survey | Phocaea   | MPC                           |
| 459678     | 2013 LJ33  | 19 mai 2013 | Siding Spring | SSS                 | —         | MPC                           |
| 459679     | 2013 LS33  | 23 mar 2006 | Catalina      | CSS                 | —         | MPC                           |
| 459680     | 2013 LV33  | 3 mai 2005  | Kitt Peak     | Spacewatch          | —         | MPC                           |
| 459681     | 2013 LL34  | 28 fev 2009 | Kitt Peak     | Spacewatch          | —         | MPC                           |
| 459682     | 2013 ML2   | 2 mai 2013  | Kitt Peak     | Spacewatch          | Brangane  | MPC                           |
| 459683     | 2013 MY5   | 18 jun 2013 | Mount Lemmon  | Mount Lemmon Survey | —         | MPC                           |
| 459684     | 2013 MH6   | 1 dez 2010  | Mount Lemmon  | Mount Lemmon Survey | —         | MPC                           |
| 459685     | 2013 MO6   | 3 nov 2010  | Mount Lemmon  | Mount Lemmon Survey | —         | MPC                           |
| 459686     | 2013 MW8   | 12 dez 2006 | Mount Lemmon  | Mount Lemmon Survey | —         | MPC                           |
| 459687     | 2013 MX10  | 11 fev 2010 | WISE          | WISE                | —         | MPC                           |
| 459688     | 2013 NT8   | 21 fev 2007 | Mount Lemmon  | Mount Lemmon Survey | —         | MPC                           |
| 459689     | 2013 NG9   | 28 ago 2009 | Catalina      | CSS                 | —         | MPC                           |
| 459690     | 2013 NT12  | 20 nov 2009 | Mount Lemmon  | Mount Lemmon Survey | —         | MPC                           |
| 459691     | 2013 NY12  | 28 jul 2009 | Catalina      | CSS                 | Phocaea   | MPC                           |
| 459692     | 2013 NK13  | 22 jun 1996 | Kitt Peak     | Spacewatch          | —         | MPC                           |
| 459693     | 2013 NR15  | 16 jan 2011 | Mount Lemmon  | Mount Lemmon Survey | —         | MPC                           |
| 459694     | 2013 NR16  | 3 mar 2005  | Kitt Peak     | Spacewatch          | —         | MPC                           |
| 459695     | 2013 NY16  | 27 jun 2001 | Kitt Peak     | Spacewatch          | —         | MPC                           |
| 459696     | 2013 NW20  | 9 jan 1999  | Kitt Peak     | Spacewatch          | —         | MPC                           |
| 459697     | 2013 NV23  | 17 mar 2010 | WISE          | WISE                | —         | MPC                           |
| 459698     | 2013 OV8   | 19 nov 2008 | Kitt Peak     | Spacewatch          | —         | MPC                           |
| 459699     | 2013 OZ9   | 15 mar 2012 | Mount Lemmon  | Mount Lemmon Survey | —         | MPC                           |
| 459700     | 2013 PG11  | 29 jul 2013 | Kitt Peak     | Spacewatch          | —         | MPC                           |

## 459701–459800
| Designação | Designação | Descoberta  | Descoberta    | Descobridor(es)     | Categoria | Mais informações / Referência |
| Permanente | Provisória | Data        | Local         | Descobridor(es)     | Categoria | Mais informações / Referência |
| ---------- | ---------- | ----------- | ------------- | ------------------- | --------- | ----------------------------- |
| 459701     | 2013 PC13  | 14 mai 2012 | Mount Lemmon  | Mount Lemmon Survey | —         | MPC                           |
| 459702     | 2013 PZ13  | 15 dez 2006 | Kitt Peak     | Spacewatch          | Phocaea   | MPC                           |
| 459703     | 2013 PR16  | 25 fev 2006 | Kitt Peak     | Spacewatch          | —         | MPC                           |
| 459704     | 2013 PC22  | 10 out 2008 | Mount Lemmon  | Mount Lemmon Survey | Brangane  | MPC                           |
| 459705     | 2013 PE23  | 12 mar 2007 | Mount Lemmon  | Mount Lemmon Survey | —         | MPC                           |
| 459706     | 2013 PR25  | 7 jun 2013  | Mount Lemmon  | Mount Lemmon Survey | Phocaea   | MPC                           |
| 459707     | 2013 PQ30  | 3 set 2008  | Kitt Peak     | Spacewatch          | —         | MPC                           |
| 459708     | 2013 PM32  | 9 set 2008  | Mount Lemmon  | Mount Lemmon Survey | —         | MPC                           |
| 459709     | 2013 PQ34  | 30 set 1997 | Kitt Peak     | Spacewatch          | Brangane  | MPC                           |
| 459710     | 2013 PZ35  | 8 fev 2011  | Mount Lemmon  | Mount Lemmon Survey | —         | MPC                           |
| 459711     | 2013 PY36  | 20 abr 2012 | Catalina      | CSS                 | —         | MPC                           |
| 459712     | 2013 PD37  | 18 set 2009 | Mount Lemmon  | Mount Lemmon Survey | —         | MPC                           |
| 459713     | 2013 PM39  | 29 set 2008 | Mount Lemmon  | Mount Lemmon Survey | —         | MPC                           |
| 459714     | 2013 PY40  | 7 out 2008  | Kitt Peak     | Spacewatch          | —         | MPC                           |
| 459715     | 2013 PU41  | 14 fev 2010 | Catalina      | CSS                 | —         | MPC                           |
| 459716     | 2013 PB45  | 8 fev 2011  | Catalina      | CSS                 | —         | MPC                           |
| 459717     | 2013 PE46  | 27 fev 2006 | Kitt Peak     | Spacewatch          | —         | MPC                           |
| 459718     | 2013 PJ46  | 5 fev 2011  | Mount Lemmon  | Mount Lemmon Survey | —         | MPC                           |
| 459719     | 2013 PQ46  | 9 nov 2009  | Kitt Peak     | Spacewatch          | —         | MPC                           |
| 459720     | 2013 PC48  | 4 mar 2008  | Kitt Peak     | Spacewatch          | —         | MPC                           |
| 459721     | 2013 PF49  | 23 fev 2012 | Kitt Peak     | Spacewatch          | —         | MPC                           |
| 459722     | 2013 PL49  | 17 jun 2013 | Mount Lemmon  | Mount Lemmon Survey | —         | MPC                           |
| 459723     | 2013 PA50  | 18 fev 2010 | WISE          | WISE                | —         | MPC                           |
| 459724     | 2013 PM50  | 8 jan 1999  | Kitt Peak     | Spacewatch          | —         | MPC                           |
| 459725     | 2013 PA57  | 24 mar 2003 | Kitt Peak     | Spacewatch          | —         | MPC                           |
| 459726     | 2013 PC59  | 17 set 2009 | Kitt Peak     | Spacewatch          | —         | MPC                           |
| 459727     | 2013 PN59  | 13 jul 2013 | Mount Lemmon  | Mount Lemmon Survey | —         | MPC                           |
| 459728     | 2013 PH65  | 13 jan 2011 | Catalina      | CSS                 | —         | MPC                           |
| 459729     | 2013 PQ71  | 20 abr 2012 | Mount Lemmon  | Mount Lemmon Survey | Eos       | MPC                           |
| 459730     | 2013 PJ73  | 8 jan 2010  | Kitt Peak     | Spacewatch          | —         | MPC                           |
| 459731     | 2013 PS73  | 9 jun 2013  | Mount Lemmon  | Mount Lemmon Survey | —         | MPC                           |
| 459732     | 2013 QK    | 26 jul 2008 | Siding Spring | SSS                 | —         | MPC                           |
| 459733     | 2013 QM    | 21 nov 2009 | Mount Lemmon  | Mount Lemmon Survey | —         | MPC                           |
| 459734     | 2013 QO2   | 15 abr 2004 | Siding Spring | SSS                 | Phocaea   | MPC                           |
| 459735     | 2013 QV2   | 29 ago 2006 | Catalina      | CSS                 | Flora     | MPC                           |
| 459736     | 2013 QA6   | 6 mai 2010  | WISE          | WISE                | —         | MPC                           |
| 459737     | 2013 QT7   | 28 set 2008 | Mount Lemmon  | Mount Lemmon Survey | —         | MPC                           |
| 459738     | 2013 QT9   | 5 mar 2008  | Mount Lemmon  | Mount Lemmon Survey | Phocaea   | MPC                           |
| 459739     | 2013 QE10  | 21 mai 2006 | Kitt Peak     | Spacewatch          | —         | MPC                           |
| 459740     | 2013 QG10  | 2 mar 2011  | Mount Lemmon  | Mount Lemmon Survey | —         | MPC                           |
| 459741     | 2013 QA12  | 9 out 2008  | Kitt Peak     | Spacewatch          | —         | MPC                           |
| 459742     | 2013 QS16  | 21 fev 2007 | Kitt Peak     | Spacewatch          | —         | MPC                           |
| 459743     | 2013 QD18  | 10 mar 2005 | Mount Lemmon  | Mount Lemmon Survey | —         | MPC                           |
| 459744     | 2013 QL18  | 20 abr 2012 | Kitt Peak     | Spacewatch          | —         | MPC                           |
| 459745     | 2013 QS19  | 20 fev 2010 | WISE          | WISE                | —         | MPC                           |
| 459746     | 2013 QX24  | 24 set 2008 | Kitt Peak     | Spacewatch          | —         | MPC                           |
| 459747     | 2013 QW28  | 9 ago 2013  | Kitt Peak     | Spacewatch          | —         | MPC                           |
| 459748     | 2013 QQ33  | 20 dez 2009 | Mount Lemmon  | Mount Lemmon Survey | —         | MPC                           |
| 459749     | 2013 QF35  | 4 ago 2008  | Siding Spring | SSS                 | —         | MPC                           |
| 459750     | 2013 QP36  | 30 jan 2011 | Mount Lemmon  | Mount Lemmon Survey | —         | MPC                           |
| 459751     | 2013 QO37  | 17 fev 2007 | Kitt Peak     | Spacewatch          | —         | MPC                           |
| 459752     | 2013 QL42  | 24 set 2008 | Mount Lemmon  | Mount Lemmon Survey | —         | MPC                           |
| 459753     | 2013 QX44  | 14 abr 2007 | Kitt Peak     | Spacewatch          | —         | MPC                           |
| 459754     | 2013 QD45  | 27 set 2009 | Kitt Peak     | Spacewatch          | —         | MPC                           |
| 459755     | 2013 QJ46  | 14 mai 2008 | Mount Lemmon  | Mount Lemmon Survey | —         | MPC                           |
| 459756     | 2013 QD48  | 7 set 2004  | Socorro       | LINEAR              | —         | MPC                           |
| 459757     | 2013 QJ51  | 10 out 2004 | Kitt Peak     | Spacewatch          | —         | MPC                           |
| 459758     | 2013 QC53  | 10 set 2004 | Kitt Peak     | Spacewatch          | —         | MPC                           |
| 459759     | 2013 QA54  | 10 set 2004 | Kitt Peak     | Spacewatch          | —         | MPC                           |
| 459760     | 2013 QK55  | 14 mai 2012 | Mount Lemmon  | Mount Lemmon Survey | —         | MPC                           |
| 459761     | 2013 QV56  | 10 mar 2005 | Mount Lemmon  | Mount Lemmon Survey | —         | MPC                           |
| 459762     | 2013 QJ57  | 28 dez 2005 | Mount Lemmon  | Mount Lemmon Survey | —         | MPC                           |
| 459763     | 2013 QE58  | 29 set 2005 | Mount Lemmon  | Mount Lemmon Survey | —         | MPC                           |
| 459764     | 2013 QH58  | 11 jan 2010 | Kitt Peak     | Spacewatch          | —         | MPC                           |
| 459765     | 2013 QF59  | 2 out 2003  | Kitt Peak     | Spacewatch          | —         | MPC                           |
| 459766     | 2013 QD64  | 18 set 2009 | Kitt Peak     | Spacewatch          | —         | MPC                           |
| 459767     | 2013 QC70  | 2 jun 2008  | Kitt Peak     | Spacewatch          | —         | MPC                           |
| 459768     | 2013 QD70  | 1 mar 2008  | Kitt Peak     | Spacewatch          | —         | MPC                           |
| 459769     | 2013 QQ70  | 15 jan 2010 | Kitt Peak     | Spacewatch          | —         | MPC                           |
| 459770     | 2013 QC76  | 9 out 2008  | Mount Lemmon  | Mount Lemmon Survey | —         | MPC                           |
| 459771     | 2013 QG76  | 10 out 2008 | Mount Lemmon  | Mount Lemmon Survey | Brangane  | MPC                           |
| 459772     | 2013 QT83  | 7 set 2000  | Kitt Peak     | Spacewatch          | —         | MPC                           |
| 459773     | 2013 QY91  | 1 fev 2012  | Kitt Peak     | Spacewatch          | —         | MPC                           |
| 459774     | 2013 RD1   | 9 mai 2000  | Kitt Peak     | Spacewatch          | —         | MPC                           |
| 459775     | 2013 RB5   | 21 dez 2006 | Kitt Peak     | Spacewatch          | —         | MPC                           |
| 459776     | 2013 RU7   | 20 set 2009 | Mount Lemmon  | Mount Lemmon Survey | —         | MPC                           |
| 459777     | 2013 RZ11  | 14 mar 2011 | Mount Lemmon  | Mount Lemmon Survey | —         | MPC                           |
| 459778     | 2013 RQ12  | 18 set 2003 | Kitt Peak     | Spacewatch          | —         | MPC                           |
| 459779     | 2013 RX12  | 26 fev 2011 | Kitt Peak     | Spacewatch          | —         | MPC                           |
| 459780     | 2013 RO13  | 2 set 2008  | Kitt Peak     | Spacewatch          | —         | MPC                           |
| 459781     | 2013 RG17  | 6 mar 1994  | Kitt Peak     | Spacewatch          | —         | MPC                           |
| 459782     | 2013 RB25  | 6 mai 2008  | Mount Lemmon  | Mount Lemmon Survey | —         | MPC                           |
| 459783     | 2013 RN26  | 22 ago 2004 | Kitt Peak     | Spacewatch          | —         | MPC                           |
| 459784     | 2013 RN27  | 24 mar 2006 | Kitt Peak     | Spacewatch          | —         | MPC                           |
| 459785     | 2013 RU30  | 22 set 2009 | Kitt Peak     | Spacewatch          | —         | MPC                           |
| 459786     | 2013 RK34  | 2 abr 2006  | Kitt Peak     | Spacewatch          | —         | MPC                           |
| 459787     | 2013 RZ38  | 11 mar 2005 | Mount Lemmon  | Mount Lemmon Survey | —         | MPC                           |
| 459788     | 2013 RA44  | 9 out 2007  | Mount Lemmon  | Mount Lemmon Survey | —         | MPC                           |
| 459789     | 2013 RR51  | 6 mai 2008  | Siding Spring | SSS                 | —         | MPC                           |
| 459790     | 2013 RE52  | 13 set 2007 | Mount Lemmon  | Mount Lemmon Survey | —         | MPC                           |
| 459791     | 2013 RB57  | 24 set 2008 | Catalina      | CSS                 | —         | MPC                           |
| 459792     | 2013 RP57  | 5 set 2008  | Kitt Peak     | Spacewatch          | —         | MPC                           |
| 459793     | 2013 RY57  | 9 out 2008  | Mount Lemmon  | Mount Lemmon Survey | —         | MPC                           |
| 459794     | 2013 RG60  | 15 jan 2005 | Kitt Peak     | Spacewatch          | —         | MPC                           |
| 459795     | 2013 RP64  | 29 jul 2008 | Kitt Peak     | Spacewatch          | —         | MPC                           |
| 459796     | 2013 RQ64  | 2 abr 2005  | Mount Lemmon  | Mount Lemmon Survey | —         | MPC                           |
| 459797     | 2013 RM67  | 1 fev 2005  | Kitt Peak     | Spacewatch          | —         | MPC                           |
| 459798     | 2013 RO68  | 11 mar 2005 | Mount Lemmon  | Mount Lemmon Survey | —         | MPC                           |
| 459799     | 2013 RK69  | 3 set 2007  | Mount Lemmon  | Mount Lemmon Survey | —         | MPC                           |
| 459800     | 2013 RN77  | 9 mar 2005  | Mount Lemmon  | Mount Lemmon Survey | —         | MPC                           |

## 459801–459900
| Designação | Designação | Descoberta  | Descoberta    | Descobridor(es)     | Categoria | Mais informações / Referência |
| Permanente | Provisória | Data        | Local         | Descobridor(es)     | Categoria | Mais informações / Referência |
| ---------- | ---------- | ----------- | ------------- | ------------------- | --------- | ----------------------------- |
| 459801     | 2013 RO77  | 2 set 2013  | Mount Lemmon  | Mount Lemmon Survey | Brangane  | MPC                           |
| 459802     | 2013 RE81  | 8 fev 2011  | Mount Lemmon  | Mount Lemmon Survey | —         | MPC                           |
| 459803     | 2013 RT81  | 20 nov 2009 | Mount Lemmon  | Mount Lemmon Survey | —         | MPC                           |
| 459804     | 2013 RA82  | 12 set 2007 | Mount Lemmon  | Mount Lemmon Survey | —         | MPC                           |
| 459805     | 2013 RS85  | 13 set 2007 | Mount Lemmon  | Mount Lemmon Survey | —         | MPC                           |
| 459806     | 2013 RS92  | 11 mar 2005 | Catalina      | CSS                 | —         | MPC                           |
| 459807     | 2013 RR94  | 17 nov 2009 | Kitt Peak     | Spacewatch          | —         | MPC                           |
| 459808     | 2013 RT95  | 12 set 2007 | Catalina      | CSS                 | —         | MPC                           |
| 459809     | 2013 RO96  | 13 jan 2005 | Kitt Peak     | Spacewatch          | —         | MPC                           |
| 459810     | 2013 SN8   | 8 jan 2010  | Kitt Peak     | Spacewatch          | —         | MPC                           |
| 459811     | 2013 SU17  | 29 abr 2006 | Kitt Peak     | Spacewatch          | —         | MPC                           |
| 459812     | 2013 SP23  | 23 jan 2006 | Kitt Peak     | Spacewatch          | —         | MPC                           |
| 459813     | 2013 SP30  | 8 mar 2005  | Mount Lemmon  | Mount Lemmon Survey | —         | MPC                           |
| 459814     | 2013 SM33  | 5 mar 2011  | Mount Lemmon  | Mount Lemmon Survey | —         | MPC                           |
| 459815     | 2013 SO33  | 8 out 2008  | Kitt Peak     | Spacewatch          | Brangane  | MPC                           |
| 459816     | 2013 SB34  | 4 out 1999  | Kitt Peak     | Spacewatch          | —         | MPC                           |
| 459817     | 2013 SZ35  | 24 set 2008 | Kitt Peak     | Spacewatch          | —         | MPC                           |
| 459818     | 2013 SP36  | 11 set 2007 | Mount Lemmon  | Mount Lemmon Survey | —         | MPC                           |
| 459819     | 2013 SW39  | 27 jan 2007 | Mount Lemmon  | Mount Lemmon Survey | —         | MPC                           |
| 459820     | 2013 SA40  | 16 jul 2007 | Socorro       | LINEAR              | —         | MPC                           |
| 459821     | 2013 SH47  | 25 nov 2009 | Kitt Peak     | Spacewatch          | —         | MPC                           |
| 459822     | 2013 SQ52  | 19 jun 2013 | Kitt Peak     | Spacewatch          | —         | MPC                           |
| 459823     | 2013 SU52  | 16 jun 2012 | Mount Lemmon  | Mount Lemmon Survey | —         | MPC                           |
| 459824     | 2013 SP54  | 29 set 2008 | Mount Lemmon  | Mount Lemmon Survey | —         | MPC                           |
| 459825     | 2013 SO62  | 15 set 2004 | Kitt Peak     | Spacewatch          | —         | MPC                           |
| 459826     | 2013 SW63  | 20 nov 2008 | Kitt Peak     | Spacewatch          | —         | MPC                           |
| 459827     | 2013 SS64  | 24 set 2008 | Kitt Peak     | Spacewatch          | —         | MPC                           |
| 459828     | 2013 SW65  | 22 abr 2007 | Kitt Peak     | Spacewatch          | —         | MPC                           |
| 459829     | 2013 SO67  | 17 fev 2010 | Catalina      | CSS                 | —         | MPC                           |
| 459830     | 2013 SH72  | 7 out 2004  | Kitt Peak     | Spacewatch          | —         | MPC                           |
| 459831     | 2013 SV72  | 13 set 2013 | Catalina      | CSS                 | —         | MPC                           |
| 459832     | 2013 SW73  | 6 mar 2011  | Mount Lemmon  | Mount Lemmon Survey | Brangane  | MPC                           |
| 459833     | 2013 ST75  | 17 jun 2006 | Kitt Peak     | Spacewatch          | —         | MPC                           |
| 459834     | 2013 SO77  | 23 set 2008 | Mount Lemmon  | Mount Lemmon Survey | —         | MPC                           |
| 459835     | 2013 SP83  | 9 jun 2012  | Mount Lemmon  | Mount Lemmon Survey | —         | MPC                           |
| 459836     | 2013 SW83  | 10 dez 2010 | Mount Lemmon  | Mount Lemmon Survey | Phocaea   | MPC                           |
| 459837     | 2013 SK85  | 18 mar 2010 | Mount Lemmon  | Mount Lemmon Survey | —         | MPC                           |
| 459838     | 2013 TP    | 27 out 2009 | Mount Lemmon  | Mount Lemmon Survey | —         | MPC                           |
| 459839     | 2013 TN2   | 2 jan 2009  | Mount Lemmon  | Mount Lemmon Survey | —         | MPC                           |
| 459840     | 2013 TP8   | 9 nov 2009  | Mount Lemmon  | Mount Lemmon Survey | —         | MPC                           |
| 459841     | 2013 TF13  | 26 mar 2007 | Kitt Peak     | Spacewatch          | —         | MPC                           |
| 459842     | 2013 TG15  | 9 abr 2005  | Kitt Peak     | Spacewatch          | —         | MPC                           |
| 459843     | 2013 TJ21  | 23 jan 2006 | Mount Lemmon  | Mount Lemmon Survey | —         | MPC                           |
| 459844     | 2013 TS28  | 28 fev 2009 | Catalina      | CSS                 | —         | MPC                           |
| 459845     | 2013 TT28  | 23 set 2009 | Kitt Peak     | Spacewatch          | —         | MPC                           |
| 459846     | 2013 TK33  | 11 mar 1999 | Kitt Peak     | Spacewatch          | —         | MPC                           |
| 459847     | 2013 TP38  | 4 mai 2005  | Mount Lemmon  | Mount Lemmon Survey | —         | MPC                           |
| 459848     | 2013 TA46  | 7 jan 2010  | Kitt Peak     | Spacewatch          | —         | MPC                           |
| 459849     | 2013 TN47  | 20 set 2001 | Kitt Peak     | Spacewatch          | —         | MPC                           |
| 459850     | 2013 TX47  | 13 set 2013 | Mount Lemmon  | Mount Lemmon Survey | —         | MPC                           |
| 459851     | 2013 TS52  | 26 out 2008 | Kitt Peak     | Spacewatch          | —         | MPC                           |
| 459852     | 2013 TE67  | 26 set 2008 | Kitt Peak     | Spacewatch          | —         | MPC                           |
| 459853     | 2013 TD70  | 2 abr 2006  | Kitt Peak     | Spacewatch          | —         | MPC                           |
| 459854     | 2013 TB79  | 31 jan 2006 | Kitt Peak     | Spacewatch          | —         | MPC                           |
| 459855     | 2013 TJ79  | 8 out 2008  | Mount Lemmon  | Mount Lemmon Survey | Brangane  | MPC                           |
| 459856     | 2013 TU83  | 11 set 2007 | Kitt Peak     | Spacewatch          | —         | MPC                           |
| 459857     | 2013 TE104 | 9 mar 2005  | Kitt Peak     | Spacewatch          | —         | MPC                           |
| 459858     | 2013 TO121 | 5 out 2004  | Kitt Peak     | Spacewatch          | Eos       | MPC                           |
| 459859     | 2013 TO124 | 30 abr 2006 | Kitt Peak     | Spacewatch          | —         | MPC                           |
| 459860     | 2013 TY124 | 22 out 2008 | Kitt Peak     | Spacewatch          | —         | MPC                           |
| 459861     | 2013 TL126 | 8 nov 2008  | Kitt Peak     | Spacewatch          | —         | MPC                           |
| 459862     | 2013 TW126 | 25 jan 2006 | Kitt Peak     | Spacewatch          | —         | MPC                           |
| 459863     | 2013 TR129 | 3 mar 2000  | Socorro       | LINEAR              | —         | MPC                           |
| 459864     | 2013 TG142 | 31 mai 2006 | Kitt Peak     | Spacewatch          | —         | MPC                           |
| 459865     | 2013 XZ8   | 31 out 2008 | Kitt Peak     | Spacewatch          | —         | MPC                           |
| 459866     | 2013 YE54  | 7 jan 2010  | Kitt Peak     | Spacewatch          | —         | MPC                           |
| 459867     | 2013 YE62  | 13 fev 2010 | Catalina      | CSS                 | Phocaea   | MPC                           |
| 459868     | 2013 YP96  | 13 mai 2011 | Mount Lemmon  | Mount Lemmon Survey | —         | MPC                           |
| 459869     | 2014 AQ4   | 18 set 2003 | Kitt Peak     | Spacewatch          | —         | MPC                           |
| 459870     | 2014 AT28  | 26 nov 2013 | Haleakala     | Pan-STARRS          | —         | MPC                           |
| 459871     | 2014 ET6   | 25 fev 2006 | Kitt Peak     | Spacewatch          | —         | MPC                           |
| 459872     | 2014 EK24  | 10 mar 2014 | Catalina      | CSS                 | —         | MPC                           |
| 459873     | 2014 FJ    | 9 dez 2010  | Catalina      | CSS                 | —         | MPC                           |
| 459874     | 2014 GS32  | 20 set 2011 | Catalina      | CSS                 | —         | MPC                           |
| 459875     | 2014 GR49  | 26 ago 2012 | Siding Spring | SSS                 | —         | MPC                           |
| 459876     | 2014 HW37  | 21 dez 2006 | Mount Lemmon  | Mount Lemmon Survey | —         | MPC                           |
| 459877     | 2014 HL66  | 29 jul 2011 | Siding Spring | SSS                 | —         | MPC                           |
| 459878     | 2014 HX123 | 13 jun 2004 | Kitt Peak     | Spacewatch          | —         | MPC                           |
| 459879     | 2014 JH22  | 27 mai 2010 | WISE          | WISE                | —         | MPC                           |
| 459880     | 2014 JQ25  | 19 set 2012 | Mount Lemmon  | Mount Lemmon Survey | —         | MPC                           |
| 459881     | 2014 JT30  | 2 mai 2014  | Catalina      | CSS                 | —         | MPC                           |
| 459882     | 2014 JQ37  | 20 jul 2006 | Siding Spring | SSS                 | —         | MPC                           |
| 459883     | 2014 JX55  | 28 jun 2010 | WISE          | WISE                | —         | MPC                           |
| 459884     | 2014 KM34  | 10 ago 2010 | Kitt Peak     | Spacewatch          | —         | MPC                           |
| 459885     | 2014 KN39  | 8 dez 2005  | Kitt Peak     | Spacewatch          | —         | MPC                           |
| 459886     | 2014 KS45  | 31 jan 2008 | Catalina      | CSS                 | —         | MPC                           |
| 459887     | 2014 KG51  | 20 nov 2008 | Mount Lemmon  | Mount Lemmon Survey | —         | MPC                           |
| 459888     | 2014 KP78  | 26 set 2011 | Kitt Peak     | Spacewatch          | —         | MPC                           |
| 459889     | 2014 KC87  | 9 out 2007  | Catalina      | CSS                 | —         | MPC                           |
| 459890     | 2014 KG92  | 21 jun 2007 | Mount Lemmon  | Mount Lemmon Survey | —         | MPC                           |
| 459891     | 2014 KM101 | 2 mai 2014  | Mount Lemmon  | Mount Lemmon Survey | —         | MPC                           |
| 459892     | 2014 LW    | 20 out 2011 | Mount Lemmon  | Mount Lemmon Survey | —         | MPC                           |
| 459893     | 2014 LE11  | 28 mai 2009 | Kitt Peak     | Spacewatch          | —         | MPC                           |
| 459894     | 2014 LM11  | 8 nov 2008  | Kitt Peak     | Spacewatch          | —         | MPC                           |
| 459895     | 2014 LS12  | 19 mar 2009 | Mount Lemmon  | Mount Lemmon Survey | —         | MPC                           |
| 459896     | 2014 LJ16  | 25 jan 2009 | Kitt Peak     | Spacewatch          | —         | MPC                           |
| 459897     | 2014 LF21  | 27 out 2006 | Catalina      | CSS                 | —         | MPC                           |
| 459898     | 2014 MQ    | 8 dez 2012  | Catalina      | CSS                 | —         | MPC                           |
| 459899     | 2014 MP2   | 19 dez 2007 | Mount Lemmon  | Mount Lemmon Survey | —         | MPC                           |
| 459900     | 2014 MA4   | 9 mai 2007  | Kitt Peak     | Spacewatch          | Flora     | MPC                           |

## 459901–460000
| Designação | Designação | Descoberta  | Descoberta    | Descobridor(es)     | Categoria | Mais informações / Referência |
| Permanente | Provisória | Data        | Local         | Descobridor(es)     | Categoria | Mais informações / Referência |
| ---------- | ---------- | ----------- | ------------- | ------------------- | --------- | ----------------------------- |
| 459901     | 2014 MZ8   | 26 ago 2011 | Kitt Peak     | Spacewatch          | —         | MPC                           |
| 459902     | 2014 ME11  | 17 nov 2001 | Kitt Peak     | Spacewatch          | —         | MPC                           |
| 459903     | 2014 MN11  | 21 jun 2010 | WISE          | WISE                | —         | MPC                           |
| 459904     | 2014 MD12  | 9 ago 2004  | Socorro       | LINEAR              | —         | MPC                           |
| 459905     | 2014 MH12  | 20 out 2007 | Mount Lemmon  | Mount Lemmon Survey | —         | MPC                           |
| 459906     | 2014 MB13  | 5 dez 2007  | Kitt Peak     | Spacewatch          | —         | MPC                           |
| 459907     | 2014 MP13  | 5 jan 2006  | Kitt Peak     | Spacewatch          | —         | MPC                           |
| 459908     | 2014 MU17  | 6 jun 2010  | Kitt Peak     | Spacewatch          | —         | MPC                           |
| 459909     | 2014 MK20  | 14 mai 2010 | Mount Lemmon  | Mount Lemmon Survey | —         | MPC                           |
| 459910     | 2014 MU20  | 8 jun 2000  | Socorro       | LINEAR              | —         | MPC                           |
| 459911     | 2014 MO21  | 20 abr 2010 | Mount Lemmon  | Mount Lemmon Survey | —         | MPC                           |
| 459912     | 2014 MS22  | 25 jun 2010 | WISE          | WISE                | —         | MPC                           |
| 459913     | 2014 MH24  | 20 nov 2007 | Kitt Peak     | Spacewatch          | —         | MPC                           |
| 459914     | 2014 MN24  | 12 fev 2008 | Mount Lemmon  | Mount Lemmon Survey | Phocaea   | MPC                           |
| 459915     | 2014 MC27  | 5 fev 2009  | Kitt Peak     | Spacewatch          | —         | MPC                           |
| 459916     | 2014 MP30  | 14 nov 2001 | Kitt Peak     | Spacewatch          | —         | MPC                           |
| 459917     | 2014 ML38  | 27 set 2009 | Catalina      | CSS                 | —         | MPC                           |
| 459918     | 2014 MT38  | 21 ago 2007 | Siding Spring | SSS                 | —         | MPC                           |
| 459919     | 2014 MV38  | 2 mar 2010  | WISE          | WISE                | —         | MPC                           |
| 459920     | 2014 ME40  | 18 nov 2006 | Mount Lemmon  | Mount Lemmon Survey | —         | MPC                           |
| 459921     | 2014 MB42  | 13 jan 2008 | Mount Lemmon  | Mount Lemmon Survey | —         | MPC                           |
| 459922     | 2014 MV42  | 28 fev 2008 | Kitt Peak     | Spacewatch          | —         | MPC                           |
| 459923     | 2014 MU46  | 2 set 2010  | Mount Lemmon  | Mount Lemmon Survey | —         | MPC                           |
| 459924     | 2014 MF50  | 9 set 2007  | Siding Spring | SSS                 | —         | MPC                           |
| 459925     | 2014 ME51  | 9 ago 2004  | Socorro       | LINEAR              | —         | MPC                           |
| 459926     | 2014 MJ51  | 8 out 2007  | Catalina      | CSS                 | —         | MPC                           |
| 459927     | 2014 MF54  | 13 ago 2010 | Kitt Peak     | Spacewatch          | —         | MPC                           |
| 459928     | 2014 ML56  | 14 mai 2005 | Mount Lemmon  | Mount Lemmon Survey | —         | MPC                           |
| 459929     | 2014 MV56  | 18 nov 2006 | Mount Lemmon  | Mount Lemmon Survey | —         | MPC                           |
| 459930     | 2014 MK59  | 15 dez 2010 | Mount Lemmon  | Mount Lemmon Survey | —         | MPC                           |
| 459931     | 2014 MZ60  | 22 jan 2006 | Mount Lemmon  | Mount Lemmon Survey | —         | MPC                           |
| 459932     | 2014 MA62  | 13 dez 2006 | Kitt Peak     | Spacewatch          | —         | MPC                           |
| 459933     | 2014 MP63  | 10 out 2007 | Mount Lemmon  | Mount Lemmon Survey | —         | MPC                           |
| 459934     | 2014 MN65  | 15 set 2009 | Kitt Peak     | Spacewatch          | Brangane  | MPC                           |
| 459935     | 2014 NB1   | 26 set 2008 | Kitt Peak     | Spacewatch          | —         | MPC                           |
| 459936     | 2014 NY2   | 9 mar 2010  | WISE          | WISE                | —         | MPC                           |
| 459937     | 2014 NH12  | 8 out 2007  | Anderson Mesa | LONEOS              | —         | MPC                           |
| 459938     | 2014 NH19  | 2 jul 2014  | Mount Lemmon  | Mount Lemmon Survey | —         | MPC                           |
| 459939     | 2014 NC21  | 27 set 2003 | Kitt Peak     | Spacewatch          | —         | MPC                           |
| 459940     | 2014 NR24  | 15 dez 2007 | Mount Lemmon  | Mount Lemmon Survey | —         | MPC                           |
| 459941     | 2014 NK27  | 23 jan 2011 | Mount Lemmon  | Mount Lemmon Survey | —         | MPC                           |
| 459942     | 2014 NY27  | 17 out 2009 | Catalina      | CSS                 | —         | MPC                           |
| 459943     | 2014 NN29  | 19 fev 2009 | Kitt Peak     | Spacewatch          | —         | MPC                           |
| 459944     | 2014 NE31  | 24 set 2011 | Catalina      | CSS                 | —         | MPC                           |
| 459945     | 2014 NA34  | 20 out 2006 | Kitt Peak     | Spacewatch          | —         | MPC                           |
| 459946     | 2014 NM37  | 28 out 2011 | Kitt Peak     | Spacewatch          | —         | MPC                           |
| 459947     | 2014 NQ37  | 27 out 2011 | Mount Lemmon  | Mount Lemmon Survey | —         | MPC                           |
| 459948     | 2014 NO41  | 31 mar 2013 | Catalina      | CSS                 | —         | MPC                           |
| 459949     | 2014 NR42  | 22 out 2003 | Socorro       | LINEAR              | —         | MPC                           |
| 459950     | 2014 ND46  | 28 out 2006 | Mount Lemmon  | Mount Lemmon Survey | —         | MPC                           |
| 459951     | 2014 NQ49  | 9 nov 2009  | Catalina      | CSS                 | —         | MPC                           |
| 459952     | 2014 ND51  | 18 ago 2006 | Kitt Peak     | Spacewatch          | —         | MPC                           |
| 459953     | 2014 NC54  | 27 dez 2011 | Mount Lemmon  | Mount Lemmon Survey | —         | MPC                           |
| 459954     | 2014 NH54  | 18 dez 2007 | Kitt Peak     | Spacewatch          | —         | MPC                           |
| 459955     | 2014 NB55  | 4 dez 2007  | Kitt Peak     | Spacewatch          | —         | MPC                           |
| 459956     | 2014 NK55  | 20 jan 2008 | Kitt Peak     | Spacewatch          | —         | MPC                           |
| 459957     | 2014 NV55  | 24 out 2011 | Kitt Peak     | Spacewatch          | —         | MPC                           |
| 459958     | 2014 NS57  | 8 ago 2010  | Siding Spring | SSS                 | —         | MPC                           |
| 459959     | 2014 NC59  | 13 set 2007 | Catalina      | CSS                 | —         | MPC                           |
| 459960     | 2014 NW59  | 8 ago 2004  | Anderson Mesa | LONEOS              | —         | MPC                           |
| 459961     | 2014 NY59  | 13 dez 2006 | Mount Lemmon  | Mount Lemmon Survey | —         | MPC                           |
| 459962     | 2014 NN63  | 26 ago 2001 | Anderson Mesa | LONEOS              | —         | MPC                           |
| 459963     | 2014 NQ65  | 22 abr 2007 | Kitt Peak     | Spacewatch          | —         | MPC                           |
| 459964     | 2014 OJ    | 7 abr 2013  | Mount Lemmon  | Mount Lemmon Survey | Mitidika  | MPC                           |
| 459965     | 2014 OA1   | 11 out 1996 | Kitt Peak     | Spacewatch          | —         | MPC                           |
| 459966     | 2014 ON1   | 6 jan 2006  | Kitt Peak     | Spacewatch          | —         | MPC                           |
| 459967     | 2014 OC3   | 26 set 2009 | Catalina      | CSS                 | —         | MPC                           |
| 459968     | 2014 OU3   | 6 abr 2008  | Mount Lemmon  | Mount Lemmon Survey | Brangane  | MPC                           |
| 459969     | 2014 OK5   | 14 nov 2007 | Mount Lemmon  | Mount Lemmon Survey | —         | MPC                           |
| 459970     | 2014 OX5   | 23 set 2000 | Anderson Mesa | LONEOS              | —         | MPC                           |
| 459971     | 2014 ON6   | 18 mar 2010 | Kitt Peak     | Spacewatch          | —         | MPC                           |
| 459972     | 2014 OB12  | 10 dez 2005 | Kitt Peak     | Spacewatch          | —         | MPC                           |
| 459973     | 2014 ON12  | 25 dez 2005 | Kitt Peak     | Spacewatch          | —         | MPC                           |
| 459974     | 2014 OB13  | 17 dez 2007 | Mount Lemmon  | Mount Lemmon Survey | —         | MPC                           |
| 459975     | 2014 OL19  | 30 dez 2008 | Mount Lemmon  | Mount Lemmon Survey | —         | MPC                           |
| 459976     | 2014 OV20  | 16 jan 2009 | Mount Lemmon  | Mount Lemmon Survey | —         | MPC                           |
| 459977     | 2014 OE23  | 18 jul 2007 | Mount Lemmon  | Mount Lemmon Survey | —         | MPC                           |
| 459978     | 2014 OE24  | 28 set 2003 | Kitt Peak     | Spacewatch          | Mitidika  | MPC                           |
| 459979     | 2014 OR27  | 3 nov 2007  | Kitt Peak     | Spacewatch          | —         | MPC                           |
| 459980     | 2014 OB30  | 25 jun 2014 | Mount Lemmon  | Mount Lemmon Survey | —         | MPC                           |
| 459981     | 2014 OF33  | 18 set 1999 | Kitt Peak     | Spacewatch          | —         | MPC                           |
| 459982     | 2014 OM34  | 12 set 2007 | Mount Lemmon  | Mount Lemmon Survey | —         | MPC                           |
| 459983     | 2014 OP35  | 26 mai 2006 | Kitt Peak     | Spacewatch          | —         | MPC                           |
| 459984     | 2014 OB36  | 14 out 2007 | Mount Lemmon  | Mount Lemmon Survey | —         | MPC                           |
| 459985     | 2014 OJ37  | 18 dez 2004 | Mount Lemmon  | Mount Lemmon Survey | —         | MPC                           |
| 459986     | 2014 OU37  | 15 jan 1999 | Kitt Peak     | Spacewatch          | —         | MPC                           |
| 459987     | 2014 OD38  | 25 dez 2011 | Mount Lemmon  | Mount Lemmon Survey | —         | MPC                           |
| 459988     | 2014 OE38  | 3 nov 2011  | Mount Lemmon  | Mount Lemmon Survey | —         | MPC                           |
| 459989     | 2014 OX38  | 11 set 2007 | Mount Lemmon  | Mount Lemmon Survey | —         | MPC                           |
| 459990     | 2014 OZ38  | 27 abr 2009 | Kitt Peak     | Spacewatch          | —         | MPC                           |
| 459991     | 2014 OE39  | 22 nov 2009 | Kitt Peak     | Spacewatch          | —         | MPC                           |
| 459992     | 2014 ON41  | 1 dez 1996  | Kitt Peak     | Spacewatch          | —         | MPC                           |
| 459993     | 2014 OD48  | 27 mai 2014 | Mount Lemmon  | Mount Lemmon Survey | —         | MPC                           |
| 459994     | 2014 OU53  | 24 out 2011 | Kitt Peak     | Spacewatch          | —         | MPC                           |
| 459995     | 2014 OY67  | 18 jan 2012 | Mount Lemmon  | Mount Lemmon Survey | —         | MPC                           |
| 459996     | 2014 OD71  | 12 jan 2000 | Kitt Peak     | Spacewatch          | —         | MPC                           |
| 459997     | 2014 OK71  | 20 jun 2010 | WISE          | WISE                | —         | MPC                           |
| 459998     | 2014 OD73  | 26 jul 2014 | WISE          | WISE                | —         | MPC                           |
| 459999     | 2014 OJ79  | 27 ago 2009 | Catalina      | CSS                 | Brangane  | MPC                           |
| 460000     | 2014 OT79  | 28 dez 2011 | Mount Lemmon  | Mount Lemmon Survey | —         | MPC                           |